# 广州地铁
广州地铁是中国广东省广州市的城市轨道交通系統。线网首段线路——1号线黄沙—西朗段于1997年6月28日正式开通，自此广州成为了中国大陆第四个拥有地铁的城市，也是中国大陆第一个拥有地铁的副省级城市、省會城市和地级市。
截至2025年6月29日，广州地铁线网拥有19条线路（1-14号线、18号线、21号线、22号线、广佛线及APM线），共306座车站，总长751.1公里，覆盖范围涵盖广州、佛山两市，是中国大陆仅次于京、沪的第三大城市轨道交通系统，同时亦是世界第三大城市轨道交通系统。
广州地铁现时已经成为广州市民最主要的交通工具之一，2024年全年累计客流约32.5亿人次，占全市公共交通（含巡游出租车、网络预约出租车、互联网租赁自行车）客运总量的57%。为更好地解决地面交通堵塞的问題，以及连接广州市区及外围各区，广州地铁仍在进行大规模的新线建设。截至2024年12月，广州地铁的在建线路为8条、总计158.65公里。

## 线路
截至2025年6月29日，广州地铁共有19条营运路线，总长为751.1公里，共306座车站。其中18条（1-14号线、18号线、21号线、22号线及广佛线）为常规中重型铁路，另有珠江新城旅客自动输送系统（APM线）使用胶轮系統。
广州地铁每天提供约18小时的服务，约由早上6时至翌日凌晨0时，收车后则在各线路进行轨道及设备等的维修保养。在节假日前夕及节假日期间，部分主要线路甚至全线网经常会推迟收车1-2小时不等。2010年亚运会开闭幕式期间曾通宵运营。
|                                |        |                |                |                 |                 |        |                         |          |                                      |                |
| 路线                           | 路线   | 首段开通日期   | 最近延伸日期   | 起点站 / 终点站 | 起点站 / 终点站 | 车站数 | 运营长度 （千米）       | 车型编组 | 车辆基地                             | 控制中心       |
| 中重型铁路                     |        |                |                |                 |                 |        |                         |          |                                      |                |
|                                | 1号线  | 1997年6月28日  | 1999年2月16日  | 西塱            | 广州东站        | 16     | 18.4                    | 6A       | 西塱车辆段                           | 公园前控制中心 |
|                                | 2号线  | 2002年12月29日 | 2010年9月25日  | 广州南站        | 嘉禾望岗        | 24     | 31.8                    | 6A       | 嘉禾车辆段 大洲停车场                | 公园前控制中心 |
|                                | 3号线  | 2005年12月26日 | 2024年11月1日  | 海傍            | 机场北          | 34     | 74.89                   | 6B       | 厦滘车辆段 嘉禾车辆段 广州新城停车场 | 大石控制中心   |
| 天河客运站                     | 3号线  | 2005年12月26日 | 2024年11月1日  | 海傍            |                 | 34     | 74.89                   | 6B       | 厦滘车辆段 嘉禾车辆段 广州新城停车场 | 大石控制中心   |
|                                | 4号线  | 2005年12月26日 | 2017年12月28日 | 黃村            | 南沙客运港      | 23     | 56.2                    | 4L       | 新造车辆段 南沙停車場                | 新造控制中心   |
|                                | 5号线  | 2009年12月28日 | 2023年12月28日 | 滘口            | 黄埔新港        | 30     | 41.66                   | 6L       | 鱼珠车辆段 双岗停车场                | 鱼珠控制中心   |
|                                | 6号线  | 2013年12月28日 | 2016年12月28日 | 潯峰崗          | 香雪            | 32     | 42.0                    | 4L       | 浔峰岗停车场 萝岗车辆段              | 浔峰岗控制中心 |
|                                | 7号线  | 2016年12月28日 | 2023年12月28日 | 美的大道        | 燕山            | 27     | 54.24 （广州境内43.05） | 6B       | 大洲车辆段 益丰停车场 姬堂停车场     | 大石控制中心   |
|                                | 8号线  | 2002年12月29日 | 2020年11月26日 | 滘心            | 万胜围          | 28     | 33.9                    | 6A       | 白云湖车辆段                         | 公园前控制中心 |
|                                | 9号线  | 2017年12月28日 | -              | 飞鹅岭          | 高增            | 11     | 20.1                    | 6B       | 岐山车辆段                           | 大石控制中心   |
|                                | 10号线 | 2025年6月29日  | -              | 西塱            | 杨箕东          | 11     | 17.2                    | 6B       | 广钢新城车辆段                       | 大石控制中心   |
|                                | 11号线 | 2019年12月20日 | 2024年12月28日 | 環線            | 環線            | 29     | 44.2                    | 8A       | 赤沙车辆段                           | 赤沙控制中心   |
|                                | 12号线 | 2025年6月29日  | -              | 潯峰崗          | 广州体育馆      | 9      | 15                      | 6A       | 槎头车辆段                           | 赤沙控制中心   |
| 二沙島                         | 12号线 | 2025年6月29日  | -              | 大学城南        | 8               | 12.9   | 大學城南停车场          | 6A       |                                      | 赤沙控制中心   |
|                                | 13号线 | 2017年12月28日 | -              | 鱼珠            | 新沙            | 11     | 28.3                    | 8A       | 官湖车辆段                           | 官湖控制中心   |
|                                | 14号线 | 2018年12月28日 | -              | 嘉禾望岗        | 东风            | 13     | 54.3                    | 6B       | 邓村车辆段 石湖停车场                | 镇龙控制中心   |
| 2017年12月28日                 | 14号线 | -              | 新和           | 镇龙            | 9               | 22.0   | 镇龙车辆段              | 6B       |                                      | 镇龙控制中心   |
|                                | 18号线 | 2021年9月28日  | -              | 冼村            | 万顷沙          | 8      | 58.3                    | 8D       | 万顷沙车辆段 陇枕停车场              | 陇枕控制中心   |
|                                | 21号线 | 2018年12月28日 | 2019年12月20日 | 天河公园        | 增城广场        | 20     | 60.5                    | 6B       | 镇龙车辆段 水西停车场 象岭停车场     | 镇龙控制中心   |
|                                | 22号线 | 2022年3月31日  | -              | 陳頭崗          | 番禺广场        | 4      | 18.2                    | 8D       | 陈头岗停车场 陇枕停车场              | 陇枕控制中心   |
|                                | 广佛线 | 2010年11月3日  | 2018年12月28日 | 新城東          | 沥滘            | 25     | 39.6 （广州境内18.1）   | 4B       | 夏南车辆段                           | 夏南控制中心   |
| 旅客捷運系統                   |        |                |                |                 |                 |        |                         |          |                                      |                |
|                                | APM线  | 2010年11月8日  | -              | 广州塔          | 林和西          | 9      | 4.0                     | 胶轮2节  | 赤岗塔停车场                         | 赤岗塔控制中心 |
| 总计                           | 总计   | 总计           | 总计           | 总计            | 总计            | 306    | 751.1                   |          |                                      |                |
| 注释                           |        |                |                |                 |                 |        |                         |          |                                      |                |
| 1. 2. 3. 4. 5. 6. 7. 8. 9. 10. |        |                |                |                 |                 |        |                         |          |                                      |                |

- 1号线是贯穿中心城区、大致呈西南-东北走向的线路，连接荔湾、越秀和天河三区，途经芳村地区、中山路沿线、天河路商圈、广州东站等重要地段。该线目前是中国大陆客流强度最高的线路[10]。
- 2号线是纵贯中心城区的南北向线路，连接白云、越秀、海珠和番禺四区，途经广州站和广州南站两大铁路枢纽。
- 3号线是纵贯中心城区的南北向快线，连接番禺、海珠、天河、白云四区及广州东站、白云机场，为广州市重要的南北向交通大动脉。该线目前是广州地铁地下段最长以及客流量最高的线路。
- 4号线是纵贯广州东部的南北向线路，途经天河区东部、大学城、番禺区东部和南沙区。该线是中国大陆首条采用直线电机技术的线路。
- 5号线是横贯中心城区的东西向线路，连接荔湾、越秀、天河和黄埔四区，途经广州火车站、环市路、珠江新城、黄埔大道、廣州開發區等重要地段。
- 6号线是贯穿中心城区的东西向线路，连接白云、荔湾、越秀、天河和黄埔五区，途经金沙洲、北京路、蘿崗等重要地段。
- 7号线是连接广州市黄埔区、番禺区和佛山市顺德区的“西南-东北”走向线路，途经蘿崗、黃埔舊區、广州大学城和广州南站等重要地段。
- 8号线是贯穿中心城区的“L”形走向线路，连接白云、荔湾和海珠三区，途经同德围、新港路、广交会展馆等重要地段。
- 9号线是横贯花都区的东西向线路，为花都区连接中心城区的重要通道。
- 10号线是连接荔湾、海珠、越秀、天河四区的“西南-东北”走向线路，为市区线网“X”型对角线的其中一条，途经海珠湾、五羊新城等重要地段。
- 11号线是连接天河、海珠、荔湾、越秀、白云五区的环形线路，串联琶洲、金融城、天河北、白鹅潭等多个重点地段，并可与线网多条线路换乘。该线是广州地铁首条环状线路，亦是目前换乘站最多的线路。
- 12号线是连接白云、越秀、海珠、番禺四区的“西北-东南”走向线路，为市区线网“X”型对角线的其中一条，途经广州白云站、白云新城、二沙岛、琶洲南区、广州大学城等重要地段。
- 13号线是连接中心城区与东部外围区的快速线路，途经黄埔区南部和增城区新塘镇。
- 14号线是连接中心城区与北部外围区的快线。其分为主支两线，主线途经白云区105国道沿线各镇街以及从化区，支线途经黄埔区的知识城。
- 18号线是连接中心城区与南沙区的南北向高速线路，实现了南沙副中心到广州市区30分钟快速直达的时空目标，途经天河、海珠、番禺和南沙四区。该线是广州地铁首条运营时速达160km/h的线路。
- 21号线是连接中心城区与东部外围区的快线。途经天河区东部，黄埔区的科学城、蘿崗、新龙和增城区中新、朱村和荔城等中北部镇街。
- 22号线是连接广州南站与番禺中心城区的高速线路，全线位于番禺区内。
- 广佛线是连接广州市和佛山市的线路，途经佛山的顺德、禅城、南海三区及广州的荔湾、海珠两区。该线为中国大陆首条跨越两个城市的地铁线。
- APM线是沿广州新中轴线行走的南北向捷运系统，途经广州塔、珠江新城、花城广场、天河路商圈等重要地段。

## 历史

### 初期構想
1958年，时任广东省省长陈郁最早提出了筹建广州地铁的设想。在当时“战备为主，兼顾交通”的规划思想指导下，广州市拟建一个地下工程，早期按人防考虑，远期发展成地铁。
1962年廣州提出第一份地質報告，產生籌建地鐵的設想，限於當時無論技術或資金等方面均不能滿足需要，擱置計劃。
1964年夏，广州政府开始设计该战备工程。1965年越南战争不断扩大，东南亚形势日趋紧张，市人民防空委员会因而决定兴建九号工程和黃婆洞坑道两项人民防空工程。
1965年6月19日，广州地下电车指挥部成立（后易名为广州市防空九号工程指挥部），负责修建地下坑道工程的工作。与此同时，坑道工程秘密开工。“九号工程”一名，源于“地下”二字的九个笔划，出于保密需要而被用作该地下工程的代号。工程总长8.51公里，全线埋深35-45米，有出入口12个，其中斜井7个，立井5个。1968年底，工程完成土建环节；1970年5月全部完工。然而，由于当时中国国内政治形势和国际环境恶劣、战备紧迫，且前期准备和技术论证不足，同时受限于当时的技术条件，工程所建成的隧道断面太小，只能实现人防功能而无法通行地铁。“九号工程”不是广州地铁的雏形，但却是筹建广州地铁设想的产物。
随后，在1970－1980年间，政府又数度筹建地铁，但由于资金短缺、技术困难，同时原有工程扩建难度过大，再加上1974年陈郁省长病逝，工程六度上马、五度中止，广州的地铁梦经历了幾上幾下的挫折。

### 正式實施工程

1988年的“十字线网”规划

1978年中共廣州市委重提修建地鐵的提案。1979年7月，当局成立了地铁筹建处。1984年，广州地铁筹建处吸取香港地鐵的经验，在全国首度提出“交通为主，兼顾人防”、将地铁线路建设于主要交通走廊上的思想，并获得了有关部门的首肯。这种设计思想的改变，令广州地铁建设进入了快车道。随后，广州开始编撰地铁的线网规划与工程计划
1984年，在国务院批复的广州市总体规划中，首次提出了“十”字形轨道交通网络，将线路设于主要客运走廊中。1987年，广州市准备引入法国资本及设备来修建地铁，并与法国S.M.S集团合作制订了四个线网方案；经民意咨询，政府最终确定了“十字线网”地铁规划方案。后受法国幻影战机售台等事件影响，广州地铁建设改为引入德国资本与设备。同期，1号线芳村站至黄沙站区间的沉管隧道，与广州首条过江隧道——珠江隧道一同兴建。

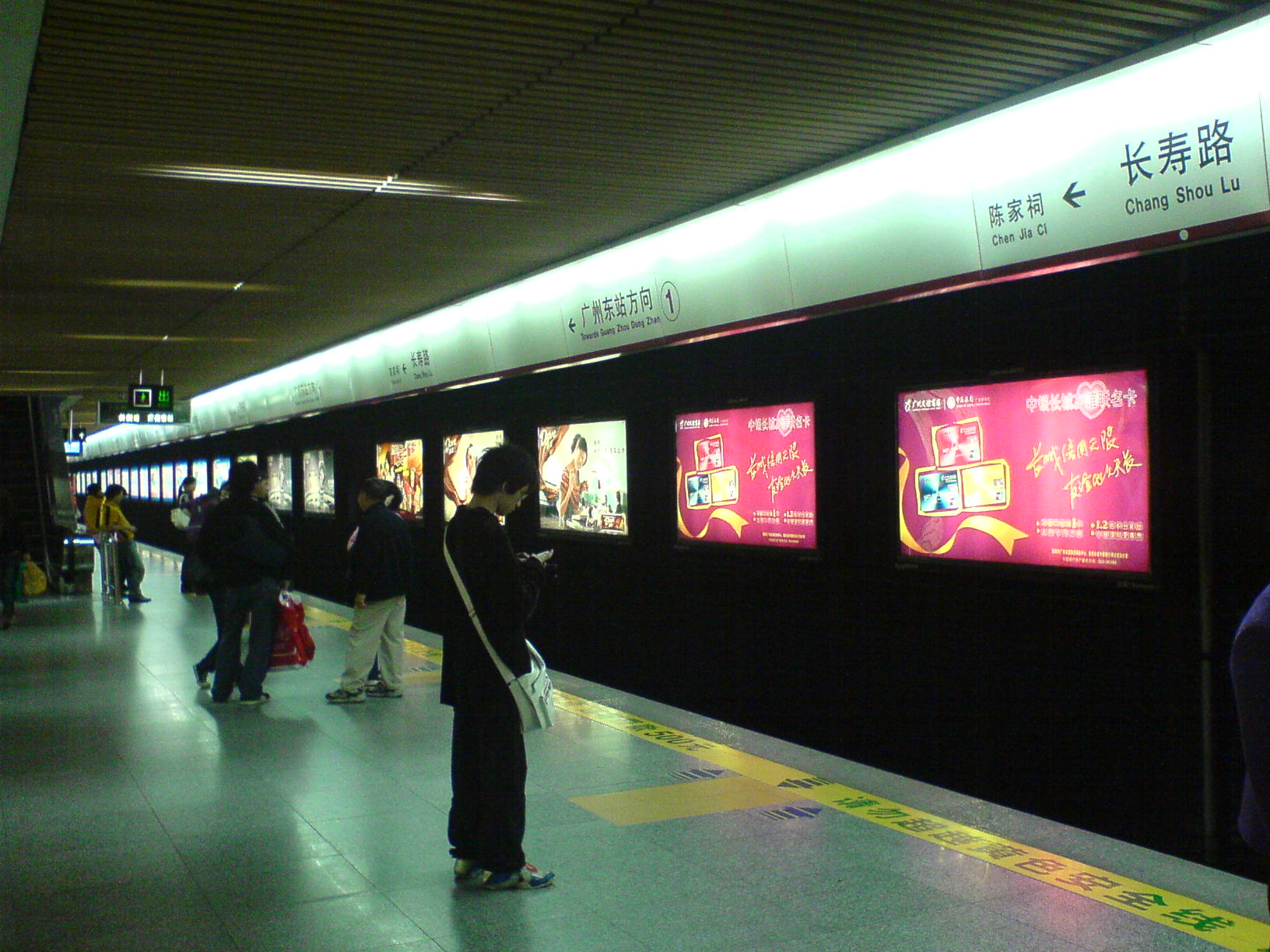
1号线长寿路站未安装屏蔽门时的站台

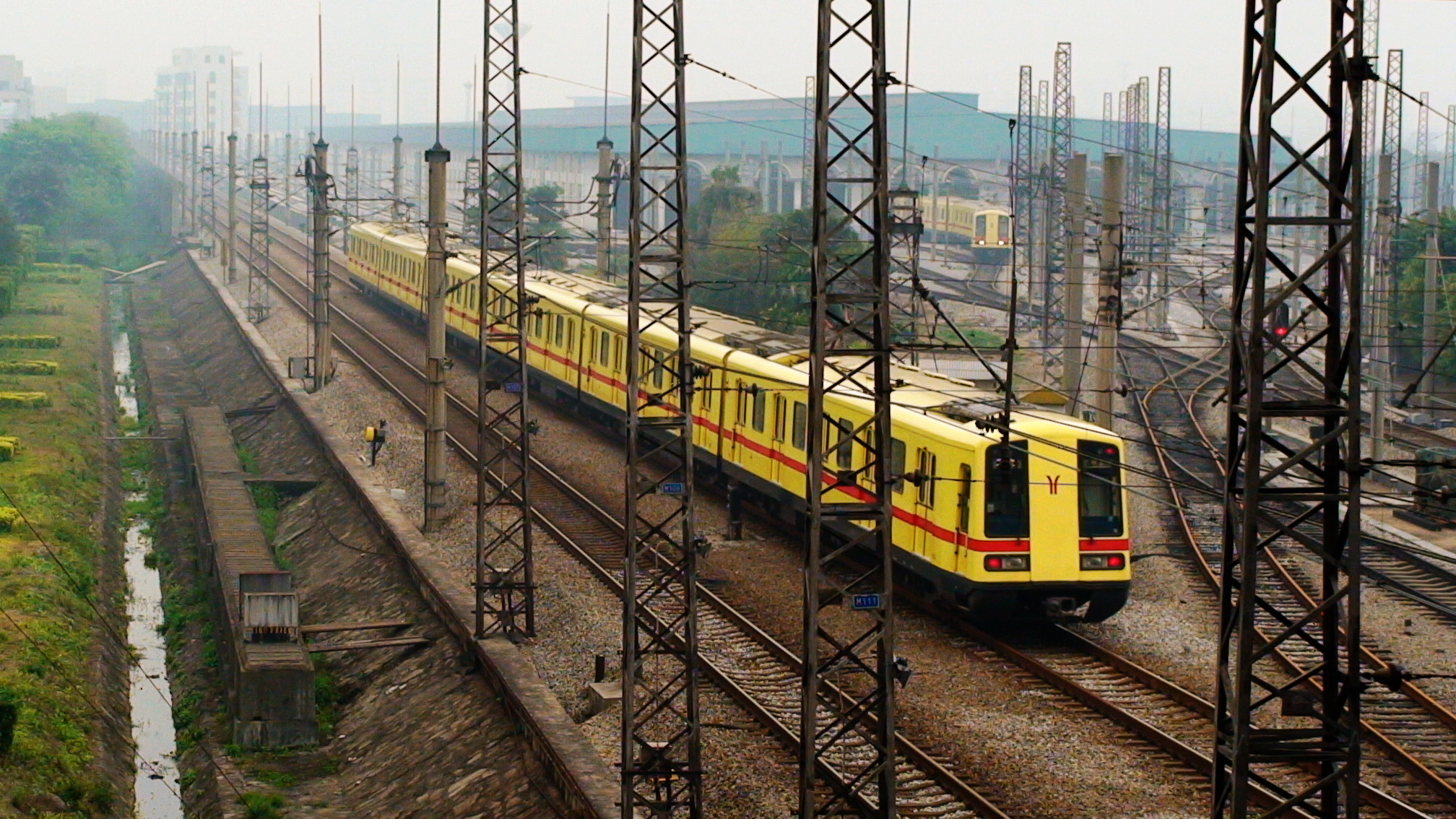
正在驶离坑口站的安达-西门子列车

1989年6月，广州市政府正式向国家计委申请地铁1号线立项。1991年廣州市人民政府成立地鐵工程建設指揮部。1992年時廣州地鐵項目啟動，就收到來自法國、英國、美國、德國等國家的地鐵建設投標書。同年12月28日，地下鐵道總公司正式组建，中央也在1993年3月正式批准了广州地铁可行性研究报告。1993年12月28日，1号线动工。
在1号线建设过程中，广州市政府欲一并实施旧城改造，按TOD模式进行沿线物业开发。因此政府进行了广州有史以来规模最大的城市改造，全线总拆迁面积逾100万平方米。其中中山四、五路骑楼街更遭受大规模清拆，艷芳照相館、慧如楼、大學鞋店、新陶芳大酒家、沧洲腊味店、妙奇香、一乐也理发店等老字号从此消失，只有中山六路一带的骑楼得到保存。同时，沿线众多拆迁户被迁至同德围地区。
1997年4月9日，广州地铁首列列车（编号0102）由嘉兴号货轮运抵广州黄埔港。该款列车由德国西门子-安达联合体制造，所有设备零件均为进口。
历经5年建设，1997年6月28日，1号线首通段——西朗站至黄沙站五站四区间投入运营。自此，广州成为中国内地继北京、天津、上海后第四个建成地铁的城市。随后在7月2日，1号线正式对公众开放。1999年2月16日（农历大年初一），1号线后通段（黄沙至广州东站）正式开通运营，至此1号线全线通车。

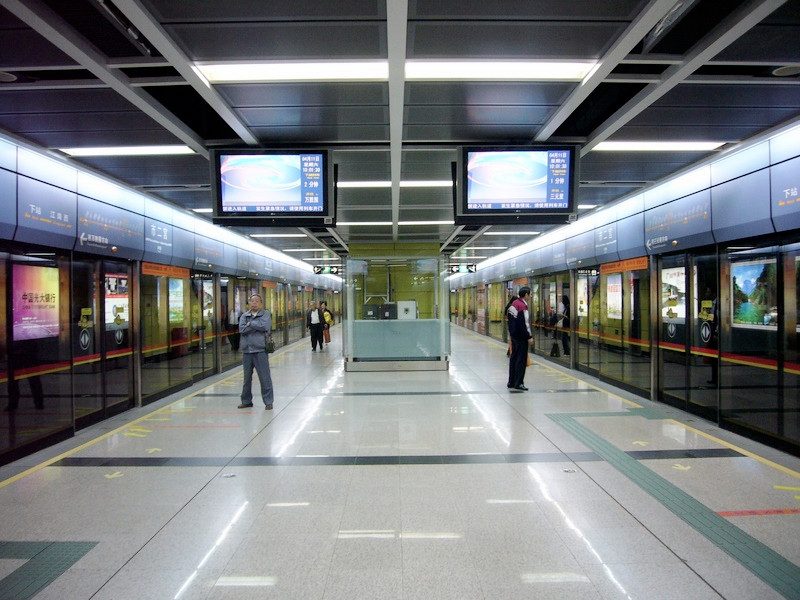
2009年，旧2号线市二宫站的站台

完成1号线的修建后，政府继续着手推进南北线——地铁2号线的修建工作。1998年7月28日，旧2号线（三元里至琶洲）工程的首个工点——海珠广场站动工。这也代表着2号线正式开工。
2000年8月，广州地铁与庞巴迪公司签订首批Movia 456列车的采购合同。2002年11月29日，2号线首列车（编号2x43-44，现改为01x059-060配属1号线）的两节车厢从德国空运抵广州旧白云机场。除首两列车为全进口外，后续的列车安排在中车长客生产，以期提高设备国产化率。
2002年12月29日，2号线首通段（三元里至晓港）开通试运营，自此广州地铁“十”字轨道线网初步形成。公园前站成为了广州地铁系统中的首个换乘车站。随后，2003年6月28日，2号线后通段（晓港至琶洲）开通。
值得一提的是，2号线的设备国产化率达到70%，与1号线相比是极大的飞跃；而且在建成时，2号线是内地首条安装屏蔽门的地铁线路，也是首条使用集中供冷系统的地铁线路。另外，同期为配合羊城通的启用，原有的磁卡式单程票被硬币型非接触射频感应式单程票取代。

### 發展

广州地铁各个历史时期的路线图（1997-2018，需要更新）

进入21世纪第一个十年，因应广州市域的扩张发展与2010年亚运会的成功申办，广州地铁的建设逐渐进入高潮期。

#### 2000-2007的南拓

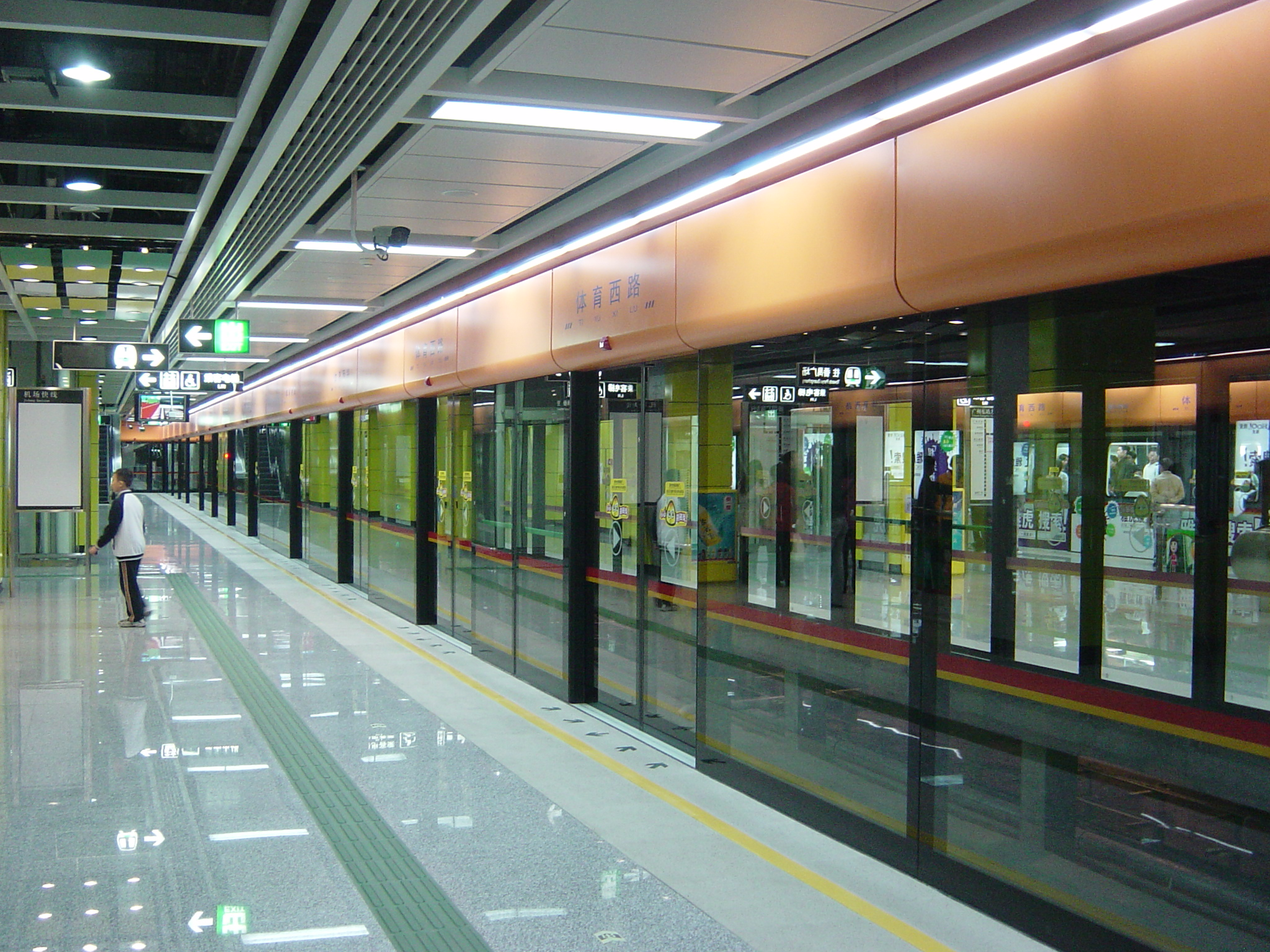
2005年的3号线体育西路站月台

2000年，原番禺、花都市撤市设区，广州的南部纵深大为扩张，连接市桥（原番禺市区）与广州市区、开发南部新城镇的计划也提上日程。此时，作为临时过渡，有关部门小幅改动于1997年制定的线网规划方案，形成《2000年近期线网规划实施调整方案》，提出优先建设经改动后深入南部的3、4号线，以支持城市发展。
- 2000年10月，市政府常务会议决定将3号线上报国家审批。
- 2001年12月26日，3号线首个工点——大塘站动工。3号线为国内首条时速120公里等级的地铁快线，同时也应用了综合自动化、信号移动闭塞等多项技术。
- 2003年1月28日，2号线调整工程（琶洲至万胜围）和4号线大学城专线（万胜围至新造）动工。4号线列车应用直线电机技术，据称该种技术具有爬坡能力强，转弯半径小，噪声低的显著优势[17]。其后5、6号线列车也采用了该种技术。
- 2005年，4号线首期（奥林匹克中心站（今黄村站）至新造站）随一期其它线路获得批复，但事实上线路早已开建[18]。
- 2005年12月26日，2号线调整工程（琶洲至万胜围）、3号线首通段（广州东站至客村）、4号线大学城专线（万胜围至新造段）开通运营[19][20]。开通时，3号线列车编组仅为3节，3、4号线的行车间隔分别为18分钟、32分钟。
- 2006年，4号线二期（新造站至冲尾站（现金洲站））工程可行性研究报告获国家发改委批复[21]，但事实上线路早已开建。
- 2006年12月30日，3号线后通段（客村至番禺广场）及支线（天河客运站至石牌桥）、4号线二期（新造至黄阁段）开通试运营。其中，4号线新造至黄阁段为广州地铁首段高架线路。[22]
- 2007年6月28日，4号线二期（黄阁至金洲段）开通运营[23]。

#### 一期（2005-2019）

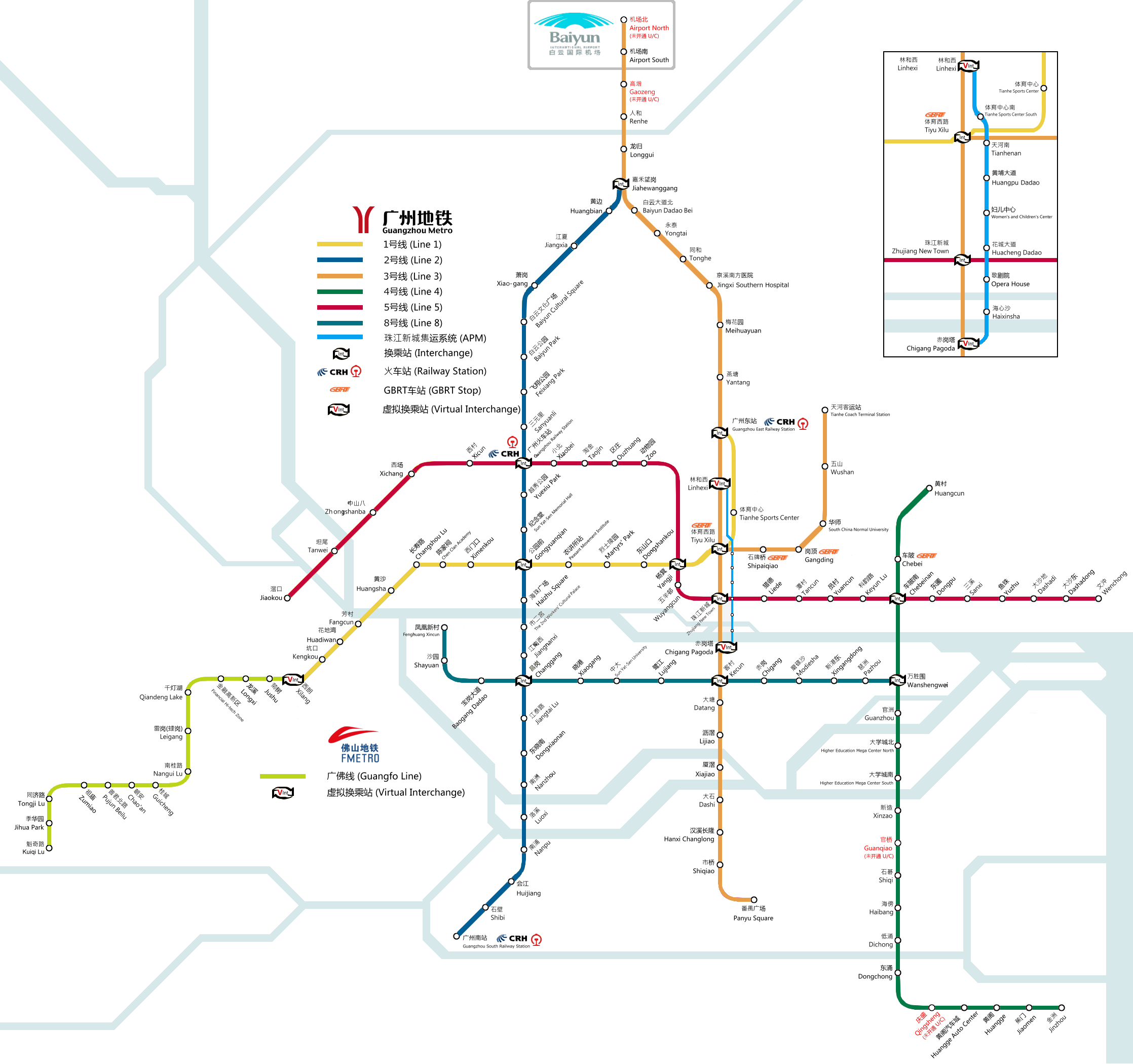
2010年的广州地铁路线图

同一时期，为改善城区日益拥堵的交通状况，市区骨干线网的建设工作亦在持续进行，并于2004年申办广州亚运会成功后得到了加速推进。政府计划在2010年亚运会举办前，全部建成包括5、6、8号线等线路的骨干线网。2005年8月，国家发改委正式批复《广州市城市快速轨道交通近期建设规划》，同意在2005-2010年间建设2号线嘉禾至三元里段及江南西至广州新客站段、3号线新机场至广州东站段、4号线奥林匹克中心至新造段、5号线滘口至文冲段、6号线浔峰岗至長湴段、8号线晓港至凤凰新村段，线路长度共127.6公里。
- 2004年5月28日，5号线动工。其后线路于2006年6月全面动工。该线为广州的东西主干线，同时亦是当时广州地铁建设上最为困难的项目。
- 2005年6月28日，6号线首期试验性工点——黄沙站开工；其后，线路于2009年全面动工。
- 2006年6月30日，珠江新城旅客自动输送系统（简称APM线）动工。该线路为城市新中轴线——花城广场的交通配套工程，与后者同期建设。
- 2007年4月9日，地铁2号线/8号线拆解工程全面动工；同年6月28日，广佛城际轨道交通（广佛地铁）全线、3号线北延段（机场南站至广州东站）动工。
- 2009年12月28日，5号线（滘口至文冲）、4号线北延段（万胜围至车陂南段）开通试运营。其中，5号线创造了地铁建设史上的众多第一，包括全国首例盾构穿越溶洞施工、广州首例以“先隧后站”方式施作车站、广州首例采用网络监测系统进行信息化施工，等等。
- 2010年9月22日至24日，因2号线拆解及2、8号线联合调试的需要，原2号线（三元里至万胜围）全线停运。9月25日，新2号线（嘉禾望岗至广州南站）、8号线（万胜围至昌岗）、4号线北延段（车陂南至黄村段）同步开通试运营。[25]
- 2010年10月30日下午2时，3号线北延段开通运营[26]。
- 2010年10月28日至29日，广佛线一期首通段——西朗[註 7]至魁奇路免费向受邀市民开放试乘[27]，并在11月3日正式开通[28]。该线为国内首条跨市地铁线[29]。
- 2010年11月3日，8号线（昌岗至鳳凰新村）开通运营。
- 2010年11月8日，APM线歌剧院站（现大剧院站）至林和西站段开通运营。同年11月28日，赤岗塔站（现广州塔站）开通。2011年2月24日，海心沙站向市民开放，同日服务时间再延长1个半小时。

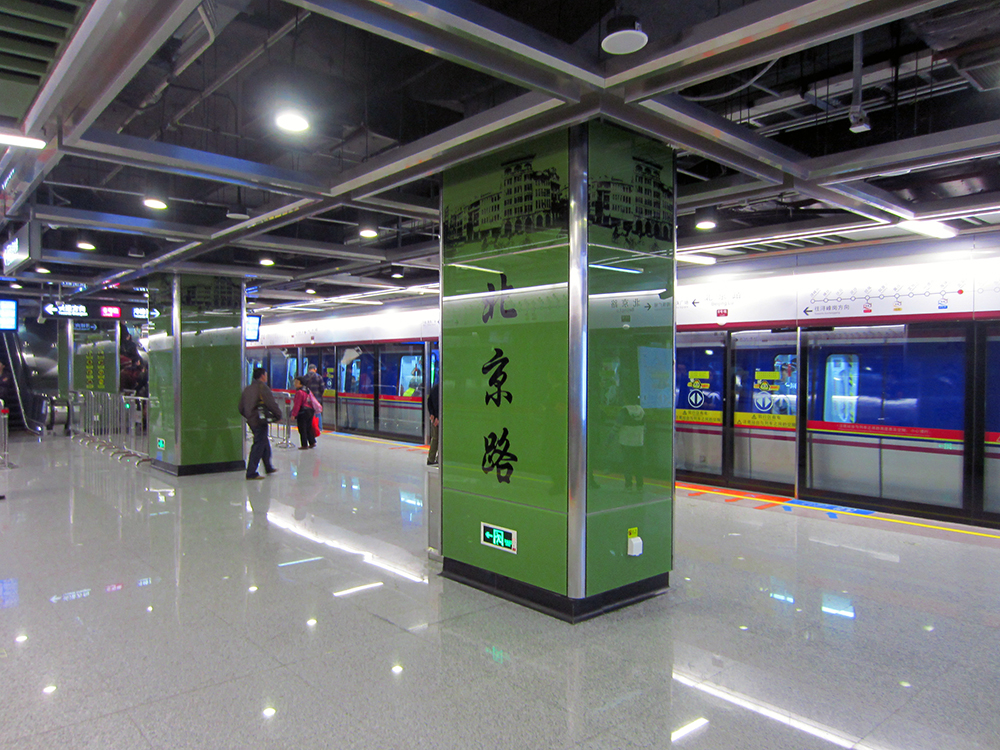
6号线北京路站月台层

然而，由于部分工程进度不如预期，同时多线同时建设对资金、资源的需求压力过大，6号线首期（浔峰岗至长湴）、广佛线一期后通段（西塱至沥滘）、8号线二期（凤凰新村至文化公园），以及许多车站的出入口等配套工程并未能够在亚运前如期投用。同时，由于广州市政府为举办亚运会预支了大量发展资金，导致此后数年支持地铁建设的能力不足，广州的地铁建设在亚运后进入了一段沉寂期。
- 2013年12月28日，6号线首期正式通车，线路建设前后历时八年。但是，沙河站与一德路站由于征地拆迁等问题，未能随首期线路同时开通。因途经诸多老城景点，该线亦被称为“历史文化专线”[31]；2015年1月28日，未能隨6号线首期開通的一德路站正式啟用；2024年12月28日，未能隨6号线首期開通的沙河站正式启用。
- 2015年12月28日，广佛线后通段（西朗[註 7]至燕岗段）开通[32]。由于沥滘站拆迁问题难以解决，后通段剩余部分（燕岗至沥滘）延至2018年12月28日开通[33]，至此广佛线一期全线通车。
- 2019年12月28日，屬於2/8號線拆解工程的8号线延長線（凤凰新村至文化公园）開通运营[34]，亦標誌着廣州地鐵一期工程建設正式完成。

#### 其它
- 2005年，广州地铁为保障站台乘客安全和节省能源，决定为营运中的1号线全线加装屏蔽门或半高式安全门，并展开站台风道及管线改造工程。2009年7月22日，1号线西朗站[註 7]屏蔽门加装工程完工，这意味着广州地铁所有车站都已设有屏蔽门。[35]
- 为缓解3号线日渐增长的巨大客流，广州地铁着手推进3号线列车扩编工程，其中包括重联原有3节编组列车、采购6节编组新车等工作。2010年4月20日，6节编组列车开始行走于3号线广州东站-体育西路段；同年4月28日，6节编组列车开始行走于番禺广场-天河客运站段。
- 2007年2月，“广州地铁二号线节能、环保和安全技术集成与应用”项目获2006年度国家科学技术进步奖二等奖，为地铁行业首个获得该奖的综合性项目[36]。
- 2010年7月23日，广州地铁第1,000辆列车落户赤沙车辆段（该车为2/8号线增购车，由南车株洲生产，编号为02A048）。[37]
- 2010年8月3日，广州地铁开始更换屏蔽门盖板路线图及部分列车的闪灯路线图，并在亚运前统一色调。所有车站路线图于2010年10月13日更换完毕。[38]
- 2010年11月14日，国家发改委批复了广州地铁1号线、2号线、3号线、5号线、8号线增购车辆项目。该项目总投资53.57亿元，采购列车共约90列，均为6节车厢编组，其中1、2、8号线为A型车，3号线为B型车，5号线为L型车。

### 全面扩展

#### 一期修编（2008-2017）

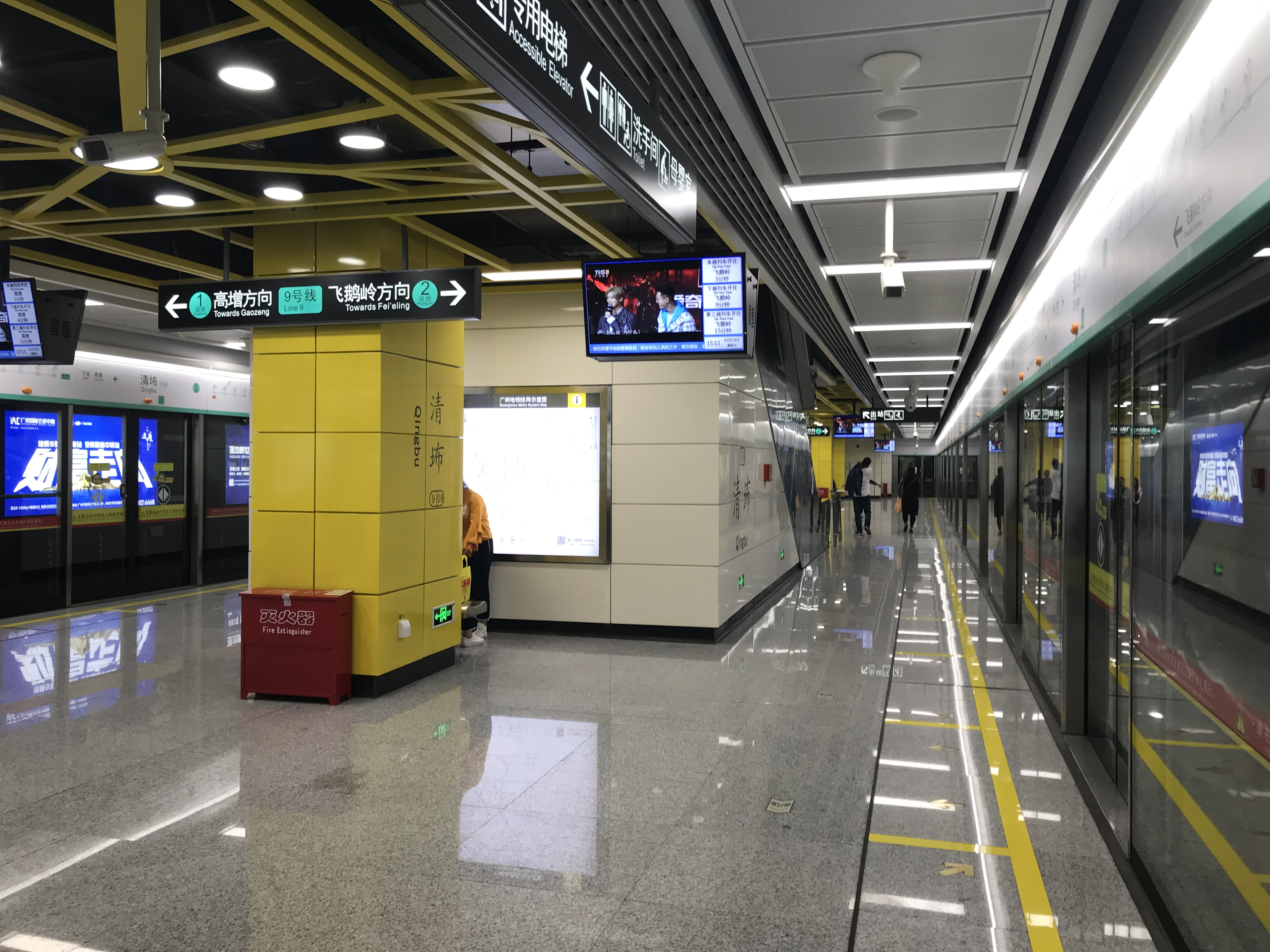
9号线清㘵站月台

2008年前后，因应城市发展，为强化广州的中心地位并支持各新城的开发计划，有关部门制定了新的城市线网规划，主张建设“环+十字+X形”中心线网，并建设一系列放射线，联系主城区与各卫星城镇。然而，亚运线路对资金、资源消耗巨大，短期内广州并无能力再建设多条市区线路；同时，因应“东进、西联、南扩、北优、中调”的发展战略要求和城市发展态势，建设市郊放射线不容延缓。
2009年2月，国家发改委批复《广州市近期建设规划调整》（2005-2012），同意对2005年7月的《广州市城市快速轨道交通近期建设规划》的建设任务和目标进行适当调整，即在完成2005-2010年间建设目标和任务的基础上，提前实施地铁六号线二期工程、七号线一期工程、九号线工程。三条线路总长53.4公里，规划建设期延长至2012年。
- 2009年9月29日，9号线（高增至飞鹅岭）试验性工点——清㘵站动工；同年10月30日，6号线二期工程（长湴至香雪）试验性工点——萝岗站开工。不过，两线全面动工均要等到2011年以后。
- 2013年4月，7号线首期（广州南站至大学城南）全面动工。
- 2016年12月28日，廣佛綫二期（魁奇路至新城东）、7號线首期和6號线二期開通試運營。惟6号线二期的植物园站与柯木塱站因出口征地等问题拖延，未能随线路一起开通，直到2017年6月28日，两站正式启用[40]。
- 2017年12月28日，9号线与4号线南延段、13号线首期及知识城线同日开通[41]。不过后期规划增加的清塘站由于建设尚未完成，未能随线路同时开始运营，直到2018年6月30日才正式启用。

#### 二期（2012-2024）

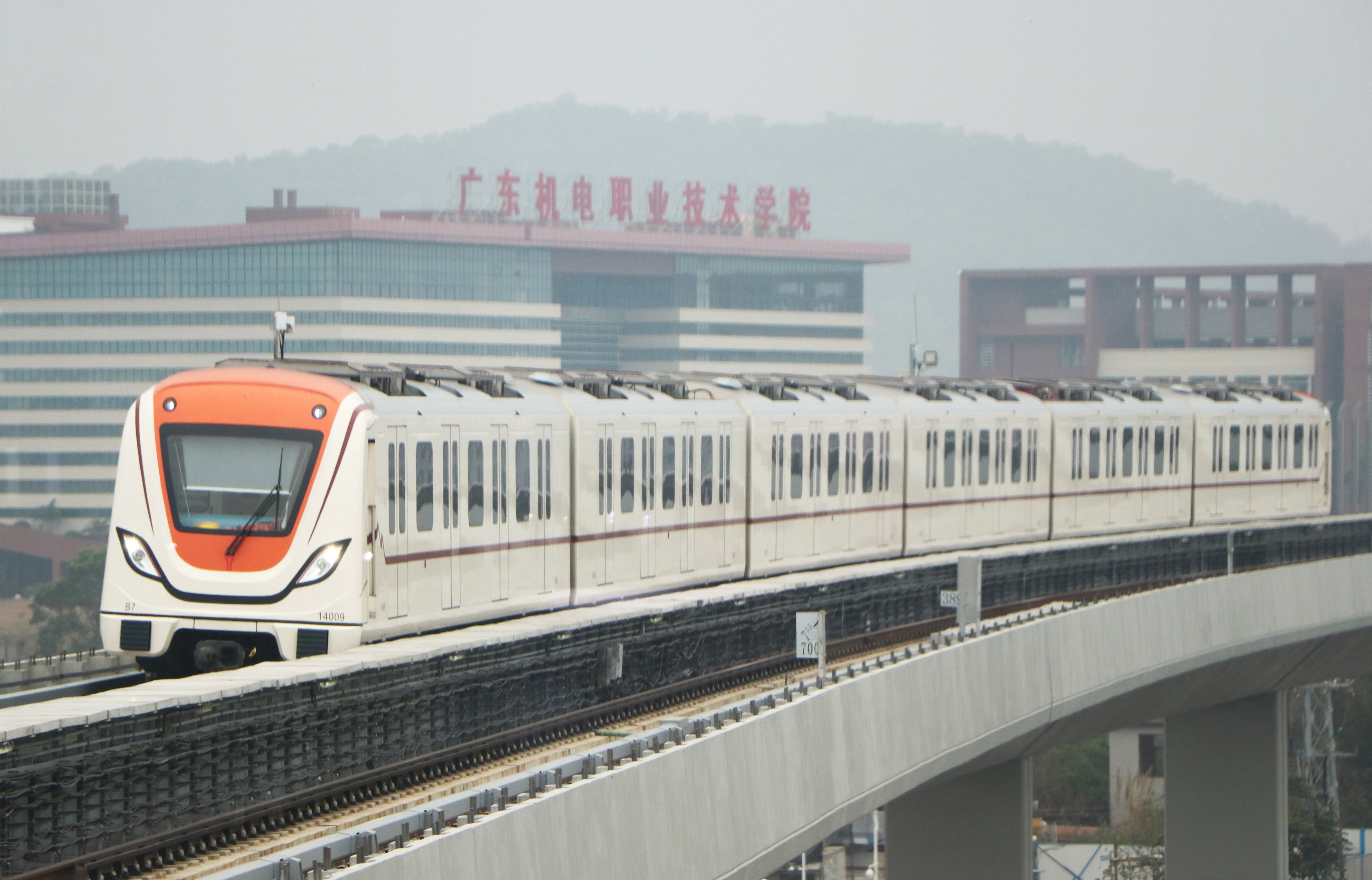
14号线列车

2012年后，2010亚运会所带来的财政空洞逐渐被填补，广州政府也继续推进轨道交通网的拓展工作。在财政能力有限、城市扩张态势迅猛的情形下，该阶段仍着重于建设连接市郊新城的放射线路。
2012年7月，国家发改委批复广州市城市轨道交通近期建设规划（2012-2018年）（后称第二期建设规划），同意建设8号线北延段、13号线首期、14号线一期、21号线、4号线南延段、11号线、14号线支线等7条、共228.9km的线路。其中仅8号线北延段与11号线为市区线路，其余均为市郊放射线。
- 2012年5月，13号线首期（鱼珠至新沙）试验性工程——新塘站先行开工。该线路连接市区与增城新塘，是东进战略的重要支持；同时它也是广州首条使用8节A型列车的线路。其后，线路于2013年全面动工。
- 2013年3月29日，21号线（员村至增城广场）首个工点——天河公园站开始围蔽，该线路2010年才正式进入总体规划。该线路连接广州市区与增城荔城，途经天河智慧城、科学城等发展区域，设计有开行快慢车的条件。
- 2013年11月5日，连接南沙旧镇与蕉门新区的4号线南延段（金洲至南沙客运港）开工。该段线路原计划为高架敷设，后因南沙自贸区规划要求改为全地下敷设。
- 2014年1月，8号线北延段（文化公园至滘心）获批动工，同时上期建设中遗留的2/8号线拆解工程14标段（凤凰新村至文化公园，又称8号线二期）也与其一并建设。因能大为改善同德围地区的交通条件而备受期待。
- 2014年3月，14号线首期（嘉禾望岗至东风）及知识城线（新和至镇龙）获批动工。14号线主线连接广州市区与刚于2014年初撤市设区的从化，与21号线一样，设计有快慢车运行条件，以控制全线运行时间；而知识城线则作为14号线支线，贯穿发展中的中新广州知识城。
- 2016年9月28日，市区环线——11号线试验性工点鹤洞东站开工。该线采用2010年确定的“特大环线”方案，绕行于市区外围，串联多个重要枢纽，同时避免了对8号线的再次拆解。线路于2018年全面开工。
- 2017年12月28日，此前未隨4號線二期開通的庆盛站以及4号线南延段、13号线首期、14号线知識城支線与9号线同步開通，创下了亚运会后同步开通线路数和里程数的新纪录[41]。
- 2018年12月28日，14号线首期、21号线首通段（镇龙西至增城广场）開通运营[33]，至此广州已实现全市各区通地铁的目标[43]。
- 2019年12月20日，21号线后通段（镇龙西至员村）開通运营[44]。
- 2020年11月26日，8号线北延段（滘心至文化公园）开通运营[45]。
- 2022年9月28日，8号线北延段彩虹桥站开通运营[46]。
- 2022年12月28日，8号线北延段西村站开通运营[47]。
- 2024年12日28日，11号线（不含广州东站和广州火车站）开通运营[48][49]。

目前二期规划中仅有11号线广州东站和广州火车站仍在建设。

#### 二期修编（2015-2022）
为顺应广佛同城的发展需要，2015年，国家发改委批复同意兴建7号线一期调整段（广州南站至美的大道，又称7号线首期西延段）。该线路连接顺德北滘与广州，全长约13.45公里。其首个工点陈村站于2016年6月23日动工，全线则于2022年5月1日正式通车。

### 持續擴張
一、二期线路陆续建投用后，广州已初步形成了覆盖全域的轨道交通网络。然而，随着市区客流自发增长、郊区线路不断接入，市区线网运能短缺的问题日益突出，乘客体验水平日益下滑，调度和运营压力变得空前巨大。在此情况下，建设更多市区线路、分担现有干线压力成为了广州地铁建设的当务之急。
同时，因应广州建设南沙自贸区、融入粤港澳大湾区的需要，快速联系南沙与市中心及大型交通枢纽变得十分紧迫。另外，广州亦在谋划建设更多快速跨城地铁，缩小大湾区各市到达广州市区的时空距离，以强化自身的中心城市地位。

#### 三期（2017-）

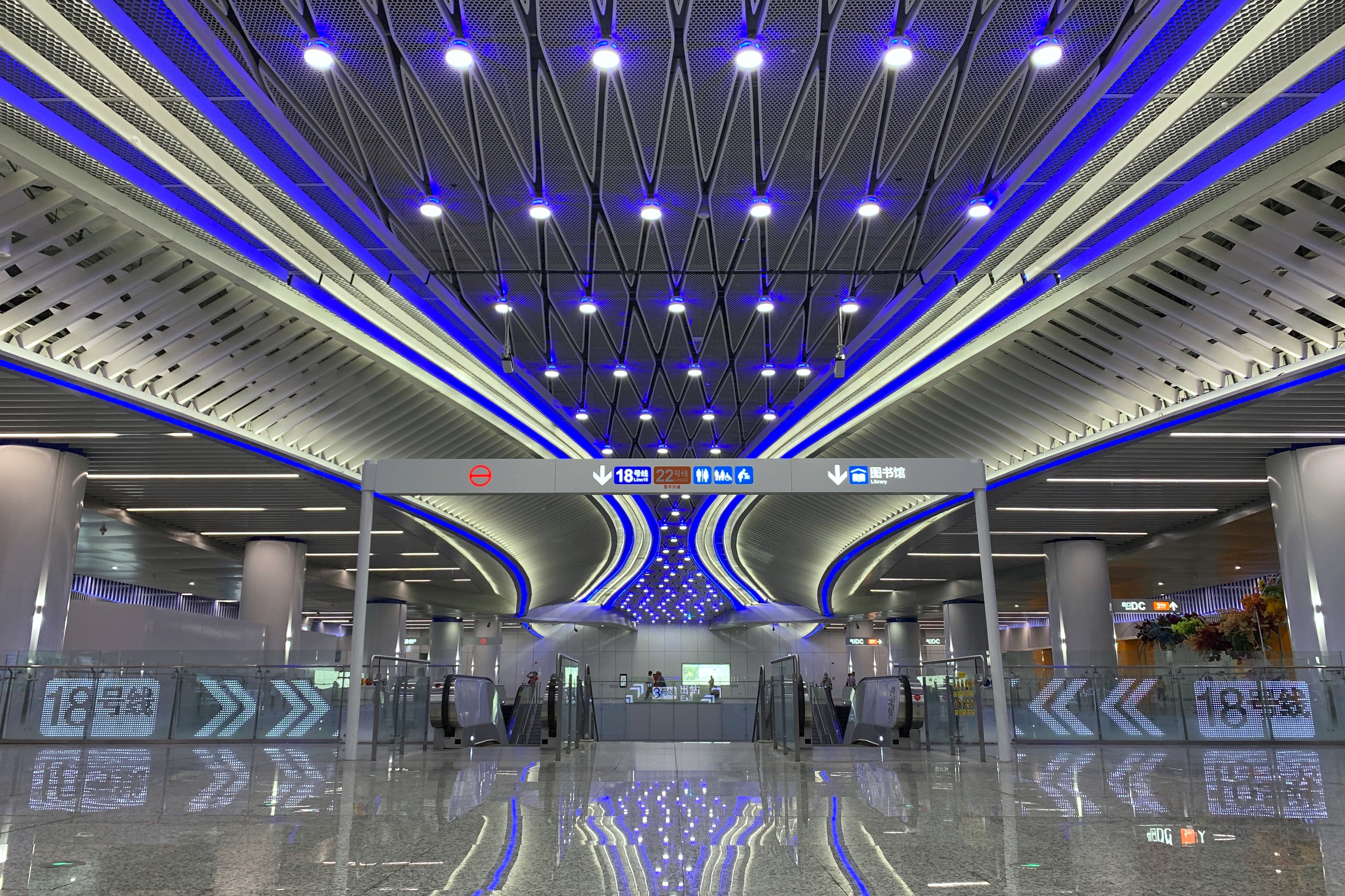
番禺广场站18/22号线站厅北侧

为加密核心线网，广州地铁欲落实2008年规划中的东西快线（13号线二期）、“X”形对角线（10号线与12号线）等市区线路，并适当建设部分郊区引导型线路（7号线二期等）。同时为加强与南沙的快速联系，计划建设18号线与22号线两条地铁快线。2017年3月，国家发改委批复了广州市城市轨道交通第三期建设规划（2017-2023年），同意建设3号线东延段、5号线东延段、7号线二期、8号线北延段（滘心至广州北站）、10号线、12号线、13号线二期、14号线二期、18号线和22号线等10个项目，总长度258.1公里。
- 2017年4月28日，18号线（广州东站至万顷沙）首个工点——横沥站开工。该线连接广州市中心与南沙新区，全长61.3km，途中仅设9站，并设计有开行快慢车的条件；同时，该线为广州首条160km/h级别地铁快线，采用8节D型市域列车。线路与22号线首段（陈头岗至番禺广场）于2018年全面开工。
- 2017年12月26日，13号线二期（朝阳至鱼珠）首个工点——天河公园站及站后折返线动工。线路沿东风路、黄埔大道、中山大道敷设。2019年，线路全面开工。
- 2018年11月19日，3号线东延段、5号线东延段、7号线二期、10号线、12号线、14号线二期同时开工建设[52]。至此，除8号线滘心至广州北站段外，三期线路已全部在建。
- 2019年9月，中车株洲电力机车有限公司和中車大連機車公司中标广州地铁新线列车订单项目，其中包含3号线东延段10列（6B）、7号线二期19列（6B）、10号线43列（6B）、11号线55列（8A）、12号线47列（6A）、13号线二期42列（8A）、14号线二期16列（6B）[53]。
- 2021年9月28日，18号线首通段（冼村至万顷沙）开通运营，为广州地铁三期建设中首个开通的线路（段）[54][55]。
- 2022年3月31日，22号线首通段（陈头岗至番禺广场）开通运营，广州地铁总里程亦突破600公里[56]。
- 2023年12月28日，5号线东延段（文冲至黄埔新港）、7号线二期（大学城南至燕山）开通运营[57]。
- 2024年11月1日，3号线东延段（番禺广场至海傍）开通运营[58]。
- 2025年6月29日，10号线首通段（西塱至杨箕东）、12号线西段（浔峰岗至广州体育馆）和东段（二沙岛至大学城南）开通运营。[8]

#### 湾区城际（2020-）
因应强化大湾区内城际交通快速互联的发展趋势，同时受地铁建设规划常规审批收紧影响，广州拟将数条（段）地铁市域快线以城际铁路名义上报、提前实施。
2020年7月30日，《粤港澳大湾区城际铁路建设规划》获国家发改委批复，其中包含原18号线南延段（南沙至中山（珠海）城际，79km）、18号线北延段（广州东至花都天贵城际，38km）、22号线北延段（芳村至白云机场城际，39km）和原28号线（佛山经广州至东莞城际，107km）。
- 2021年9月28日18号线首通段通车当日，18号线北延段（广花城际）在空港车辆段举行了开工仪式[60]。
- 2021年12月31日，22号线北延段（芳白城际）于方石车辆段和夏茅站举行开工仪式[61]。
- 2023年3月30日上午，18号线南延段（南珠中城际）西线于十涌站和香山站举行开工仪式[62]。

#### 三期修编（2022-）
受远期规划变动与有关方面追加要求影响，三期建设规划中的8号线北延花都段（滘心至广州北站）面临较大调整，需要重新申报。该段线路原计划分拆为8号线北延段（滘心至江府，9.4km）与24号线首期（广州北站至纪念堂，31.6km），连同8号线东延段（万胜围至莲花，18.0km）列入第三期建设规划调整方案。但为符合建设规划调整不得新增线路的要求，广州方面的上报方案中，未分拆早前已获批的8号线北延花都段，并将原规划24号线江府至纪念堂段改为“8号线北延段支线”。最终在2022年11月，国家发改委批复同意了广州市城市轨道交通第三期建设规划方案调整，实施的最后一年为2027年。三期总体建设规模由此达到12个项目、约296km（扣除重复计算的8号线北延滘心至广州北站段的21.0km）。
值得一提的是，2017~2019年间，规划有关部门曾陆续编制了更大规模的三期修编计划，形成了初步报告并报送市委，其中包含26号线、28号线、知识城至南沙快线等全新线路。后因国家发改委收紧审批条件，该计划中的多数线路需要押后或以其它名义申报，仅余条件适宜的三线（段）。
- 2023年5月，8号线北延段和24号线部分站点开始围蔽施工[66]，并于同年6月28日在凤翔路站举行了开工仪式[67]。

#### 四期
2024年9月获国务院批复的《广州市国土空间总体规划（2021-2035年）》，提出构建“一带一轴、三核四极”的多中心、网络化城市空间结构，其中“三核”分别为中心城区、东部中心、南沙新区。同期公布的《广州市综合交通体系规划（2023-2035年）》亦提出要“重点提升南沙、东部中心内部及其与市中心之间通勤走廊上的轨道服务效率”。截至2024年，广州中心城区部分线路满载率过高，城市重点发展方向的轨道支撑有待加强，外围局部线网结构存在不足，加上三期建设规划时限已到，当局故启动轨道交通第四期建设规划工作。
2024年10月18日，广州市城市轨道交通第四期建设规划（2025-2031年）环境影响评价进行第一次信息公示。相关招标公告中透露，该轮规划共包含8条线（段），总长度為175.5公里，总投资约1720.8亿元。而26號線佛山段也紧接着开始環評公示，意味该段将与有望入围规划的26号线广州段同步推进。

#### 其它
- 2012年9月28日，iMetro地铁文化馆在公园前站开张，该馆号称华南第一家地铁文化馆。[73]
- 2012年12月28日，广州地铁APP于苹果应用商店App Store和Google Play上架[74]。
- 2013年11月21日，广州地铁服务热线——96891正式启用[75]。
- 2016年8月29日，线路站点的导向指引系统升级，全线网的所有车站、站台和屏蔽门增加数字编码，以方便老人、儿童、外地乘客、外国旅客识别站点。[76]
- 2017年，廣州地鐵在1号线試驗设置女性專用車廂。在工作日高峰時段（7:30-9:30、17:00-19:00），靠西朗[註 7]方向的第一節車廂设置为女性專用車廂。[77]
- 2020年12月，广州地铁开始分批在车站部署自動體外心臟去顫器（AED）[78]。
- 2021年8月，广州地铁开始在车站张贴紧急疏散示意图，并在出入口处的防洪警戒线上增加“关站线”，明确车站受暴雨积水影响时的关闭条件[79]。
- 2021年11月，广州地铁车站内实现自動體外心臟去顫器（AED）全覆盖[80]。
- 2022年开始，广州地铁陆续更换多条线路车厢内的线路图，在原基础上新增卫生间和母婴室标识[81]。

## 设施

### 车站
目前，广州地铁共有306座车站。

#### 车站形式
广州地铁大部分车站为地下車站。1号线的西塱、坑口为地面车站；4号线的石碁至金洲沿途各站，5号线的滘口、坦尾，6号线的浔峰岗、横沙、沙贝，14号线的竹料至赤草沿途各站，以及21号线的长平、金坑、朱村、山田为高架车站。
同时，广州地铁与大多数轨道交通系统一样，站台形式多数采用岛式站台或侧式站台。但由于客流需要及受车站地理环境限制，部分车站的站台形式会采用诸如一岛一侧式站台、二岛一侧式站台、叠式站台此类的特殊站台形式，华林寺站等个别站的站台更设置为曲线形，此外亦有黄花岗站等个别地下车站的站厅设在地面。

#### 设计
早期1号线采用“一站一景”的非标准化设计方案，各站均使用了不同样式的瓷砖作为装饰。从2号线开始，广州地铁采用“一线一景”的设计方案，每站在统一装修风格的同时设置了不同的主题色，这样既降低了安装及维护成本，又可以体现车站的个性。不过，部分2010年后开通线路的车站使用了相同的颜色，以呼应线路的整体设计，例如以“水乡”为主题的7号线各站以蓝绿色系为主，体现佛山本土陶瓷元素的广佛线大部分车站为土红色，而展现现代、科技感的18号线各站为灰白色。此外，广州地铁还将部分站点设计为特色主题车站，例如以“一带一路”为主题的南沙客运港站、以海神和历史为主题的南海神庙站、体现老东山地区人文特色的东山口站等。
旧2号线开通时，广州地铁仿效港铁在站台设置了书法大字，每站都邀请不同的书法家书写站名，这一做法延续到3、4号线的首期各站中，受到了市民的欢迎。但从2009年开通的5号线开始，这一安排被取消，站台上的大字转而使用电脑书法字体，据称是为减少相关作者的利益争议。不过，地铁公司起初擅自使用叶根友字体，被其控告侵犯版权；后双方达成和解，地铁公司向其支付使用费，并获得字体的使用权。时隔12年后，在2021年开通的18号线各站恢复设置站台的书法字。

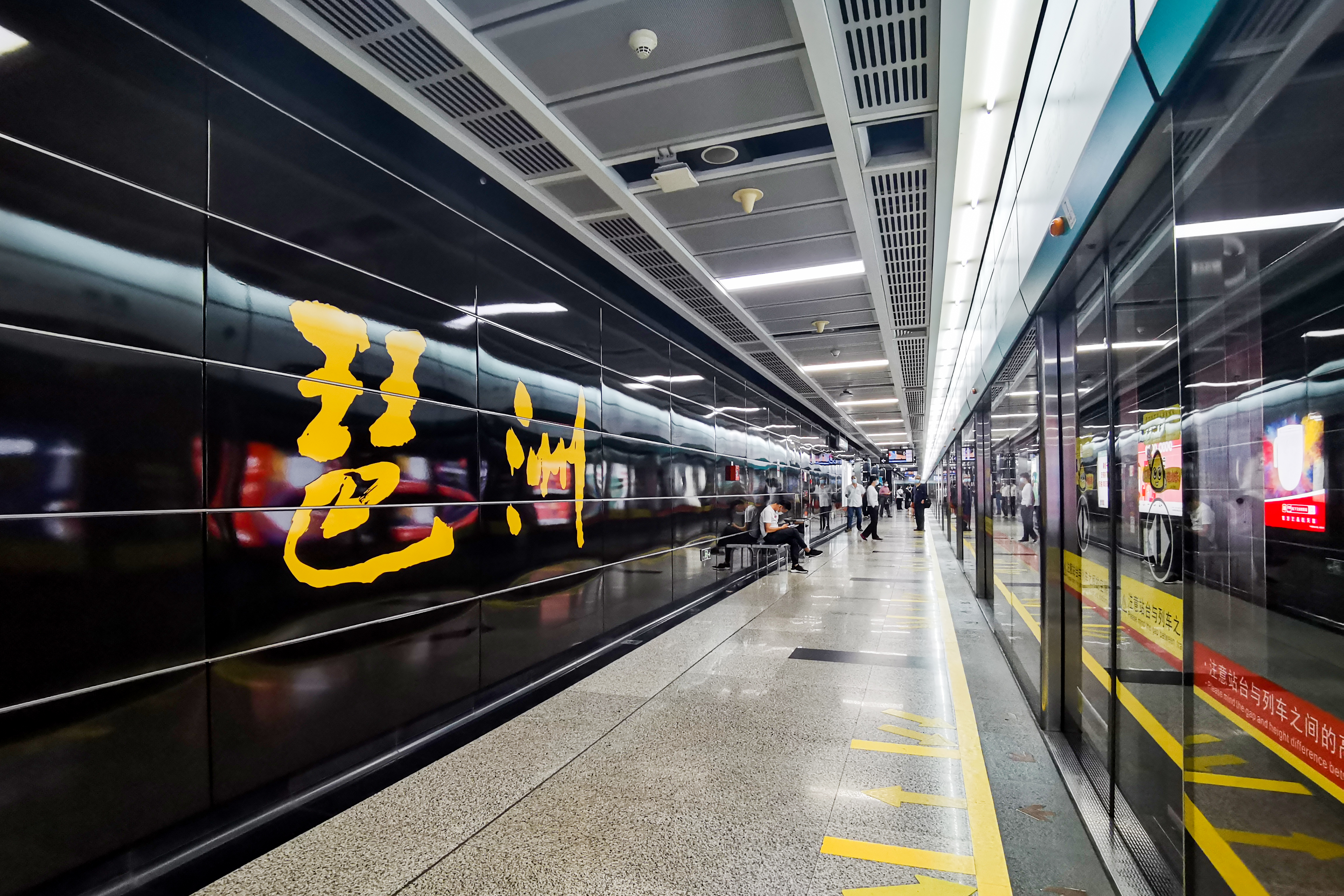
琶洲站站台
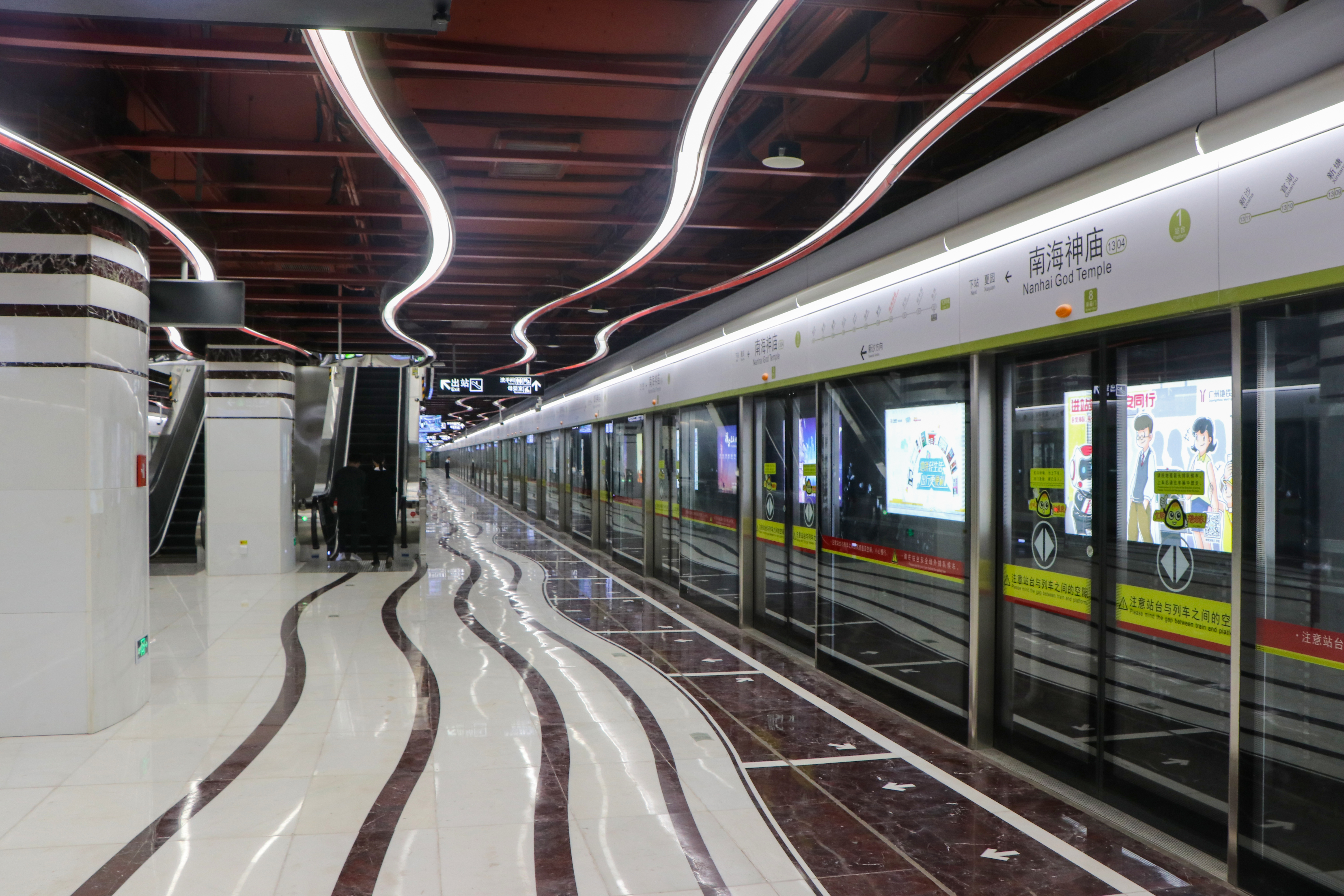
南海神庙站站台
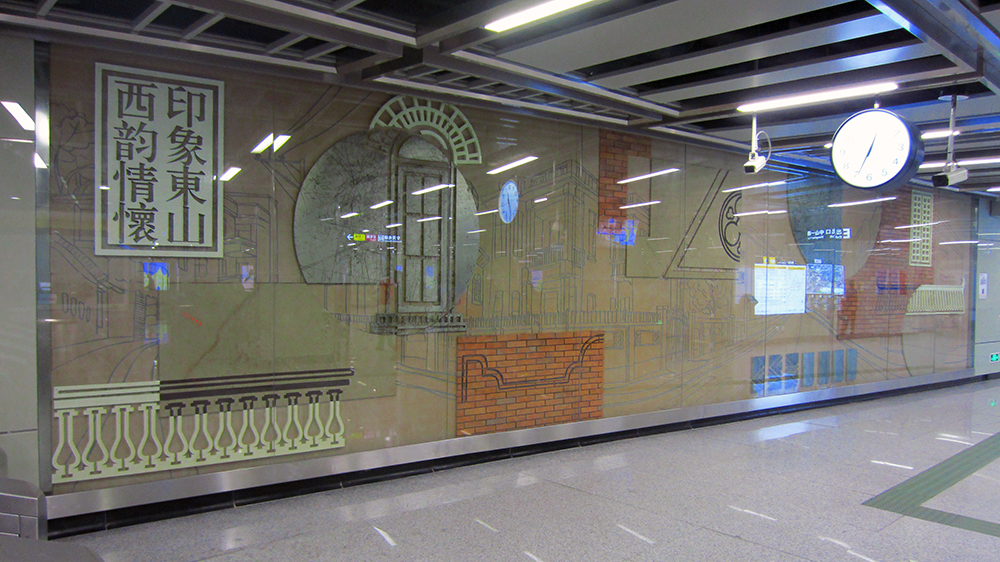
东山口站文化艺术墙
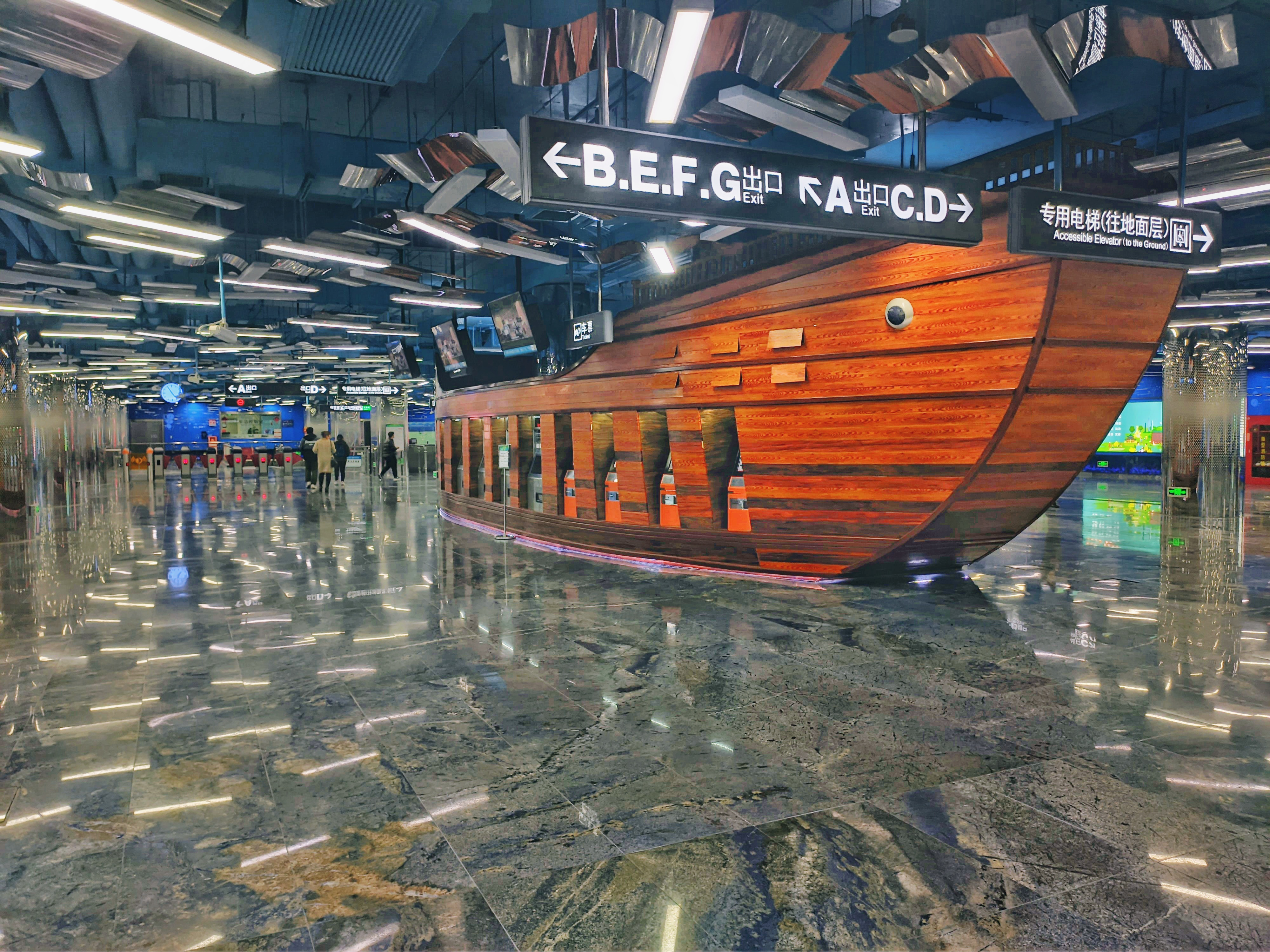
南沙客运港站站厅
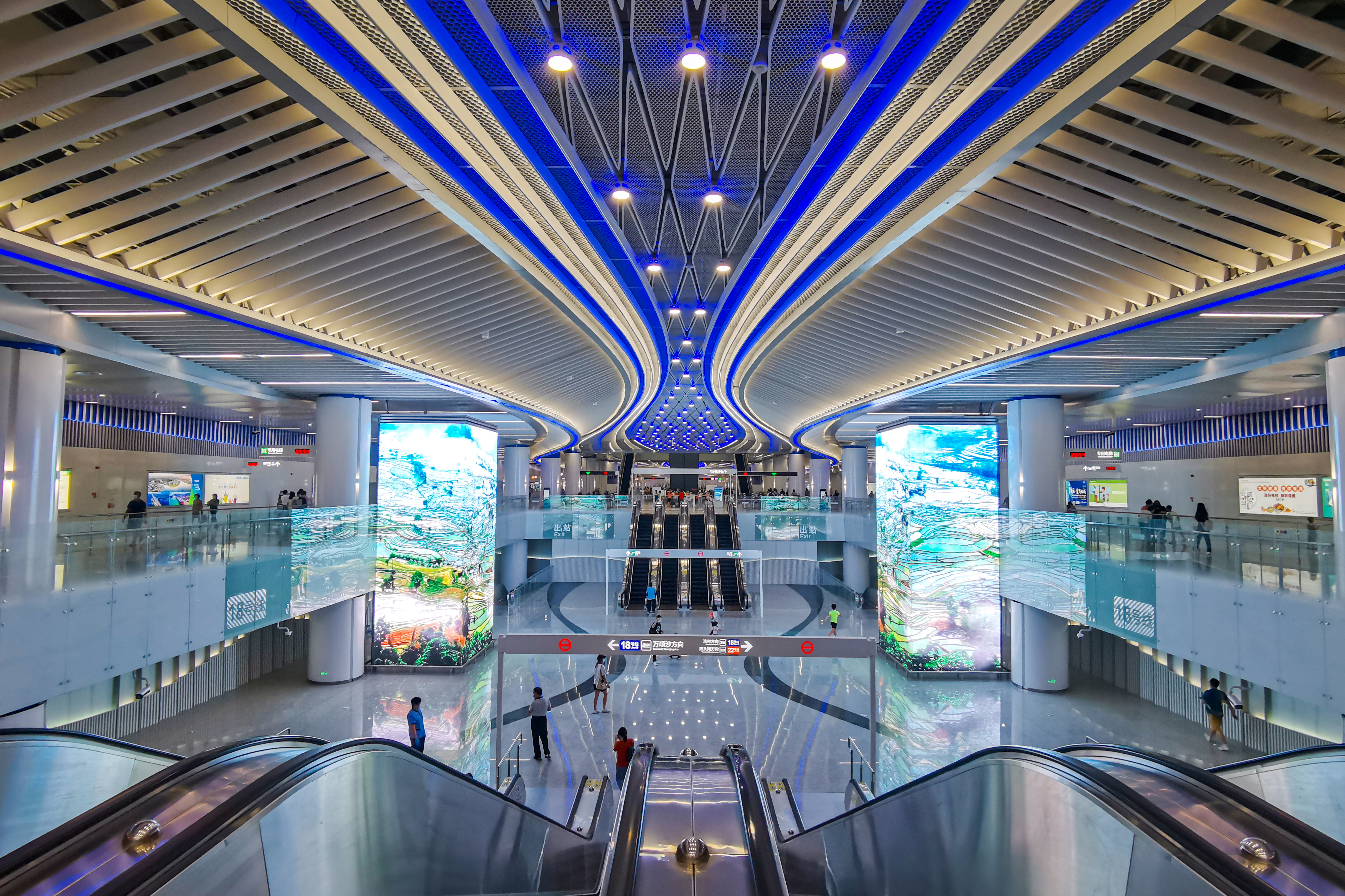
番禺广场站站厅

#### 换乘站
目前广州地铁线网广州境内换乘车站有70个，其中广州南站为四线换乘车站，嘉禾望岗站、番禺广场站、西塱站和大学城南站为三线换乘车站，其余换乘站均为两线换乘车站；而广州地铁与国铁（高铁、普铁）换乘的车站有7个，与城际铁路换乘的车站有5个，与有轨电车的换乘车站有5个。

### 列车

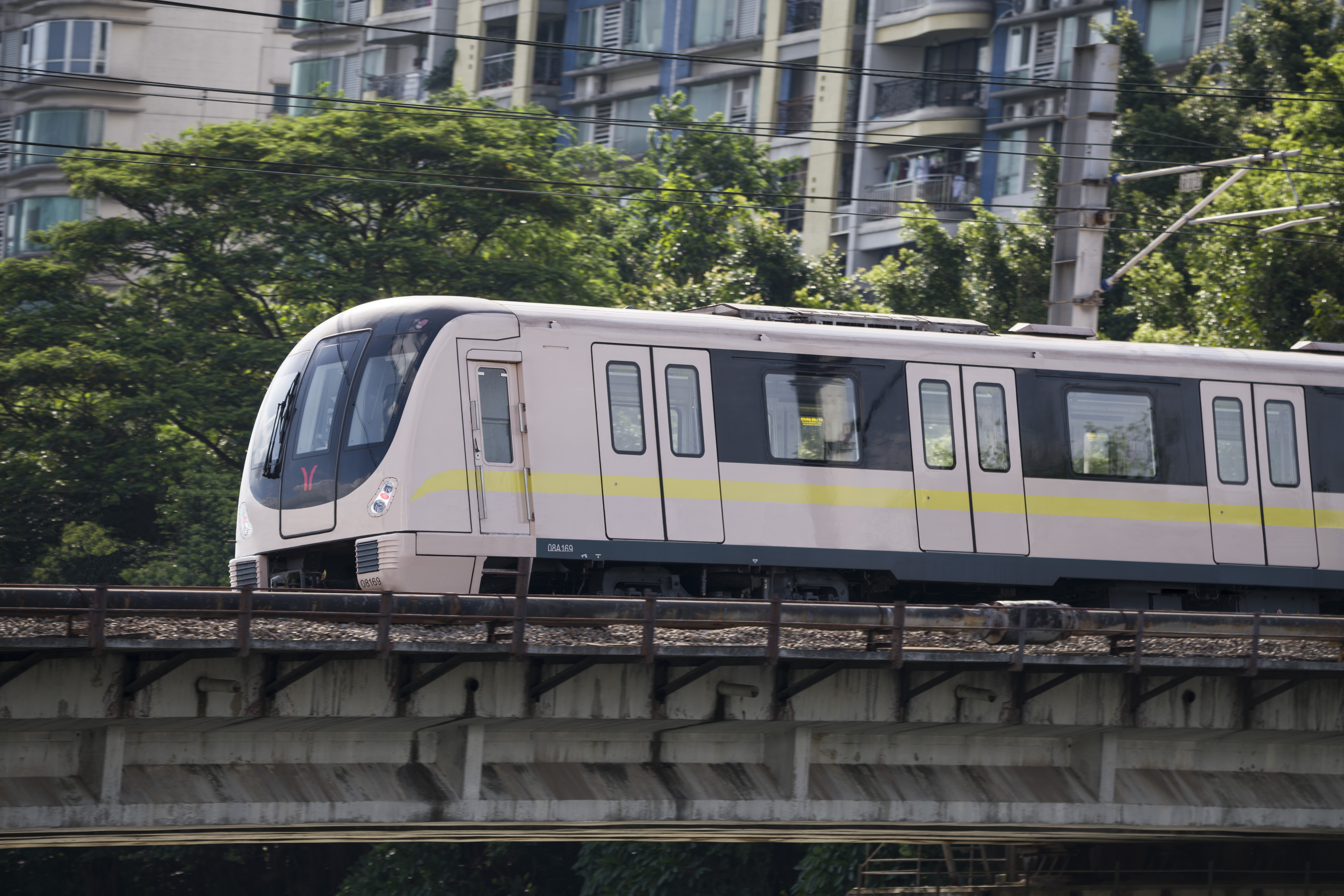
八號線北延段列車（A6）
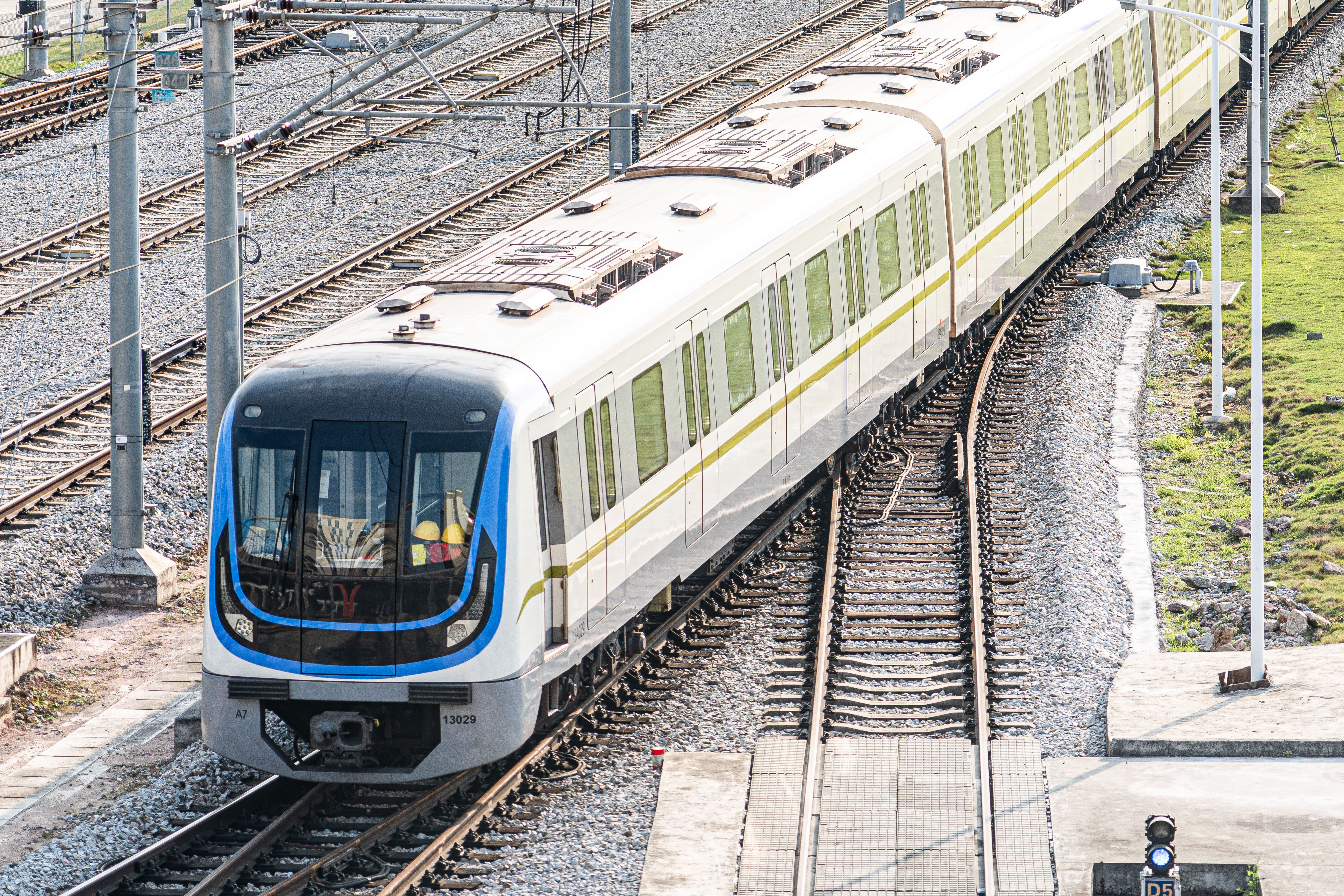
十三號線列車（A7）
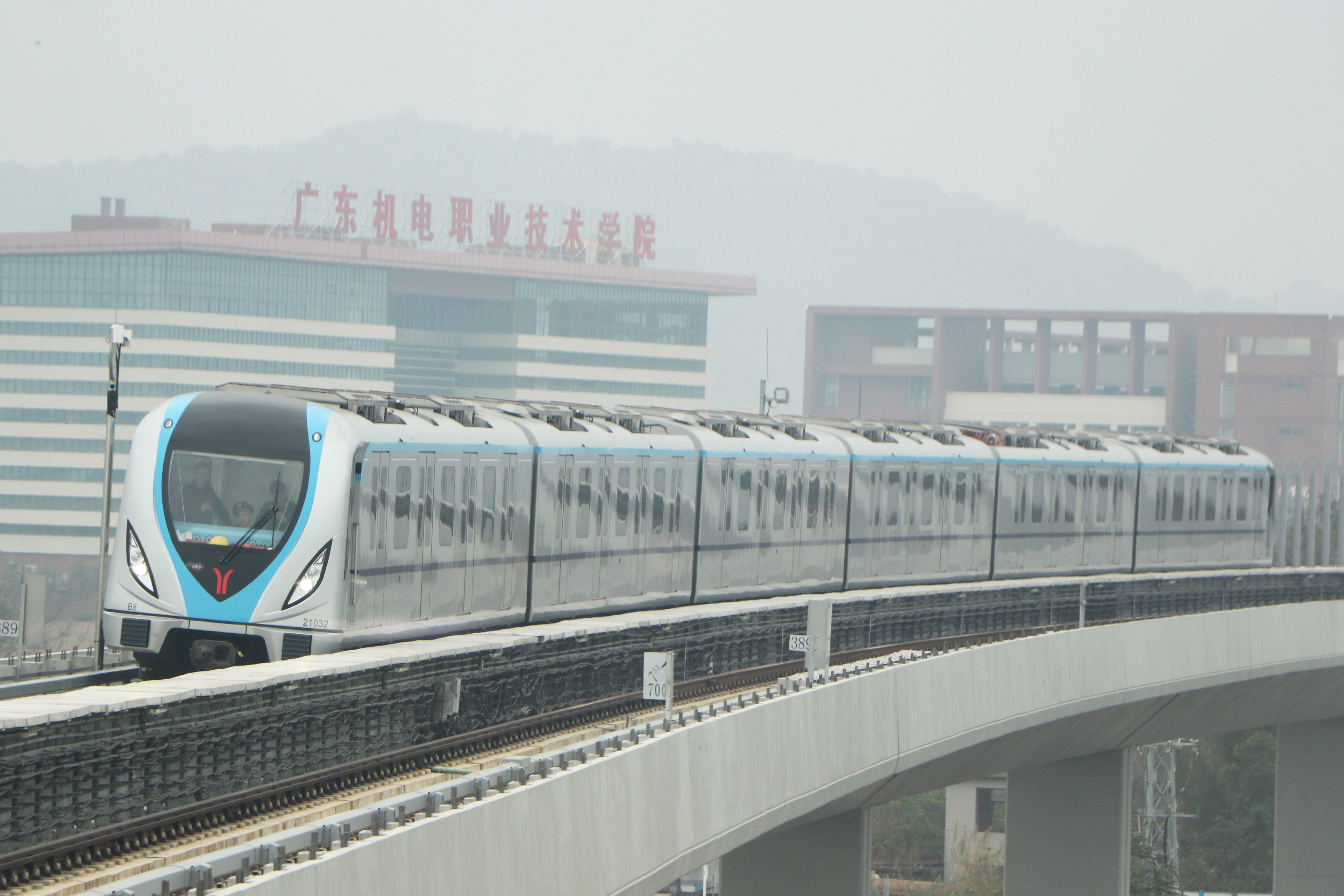
二十一號線列車（B8）
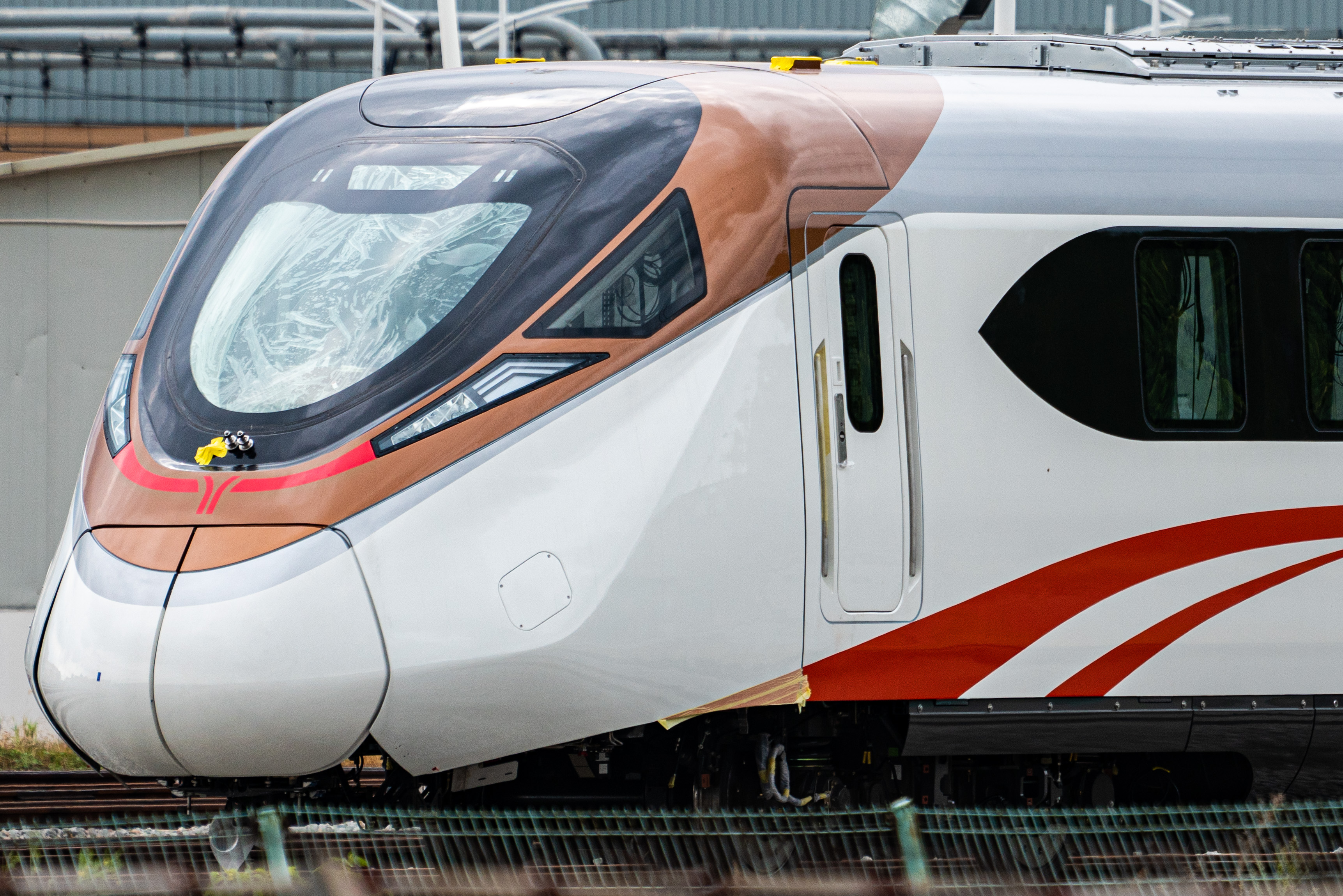
二十二号线列车（D2）
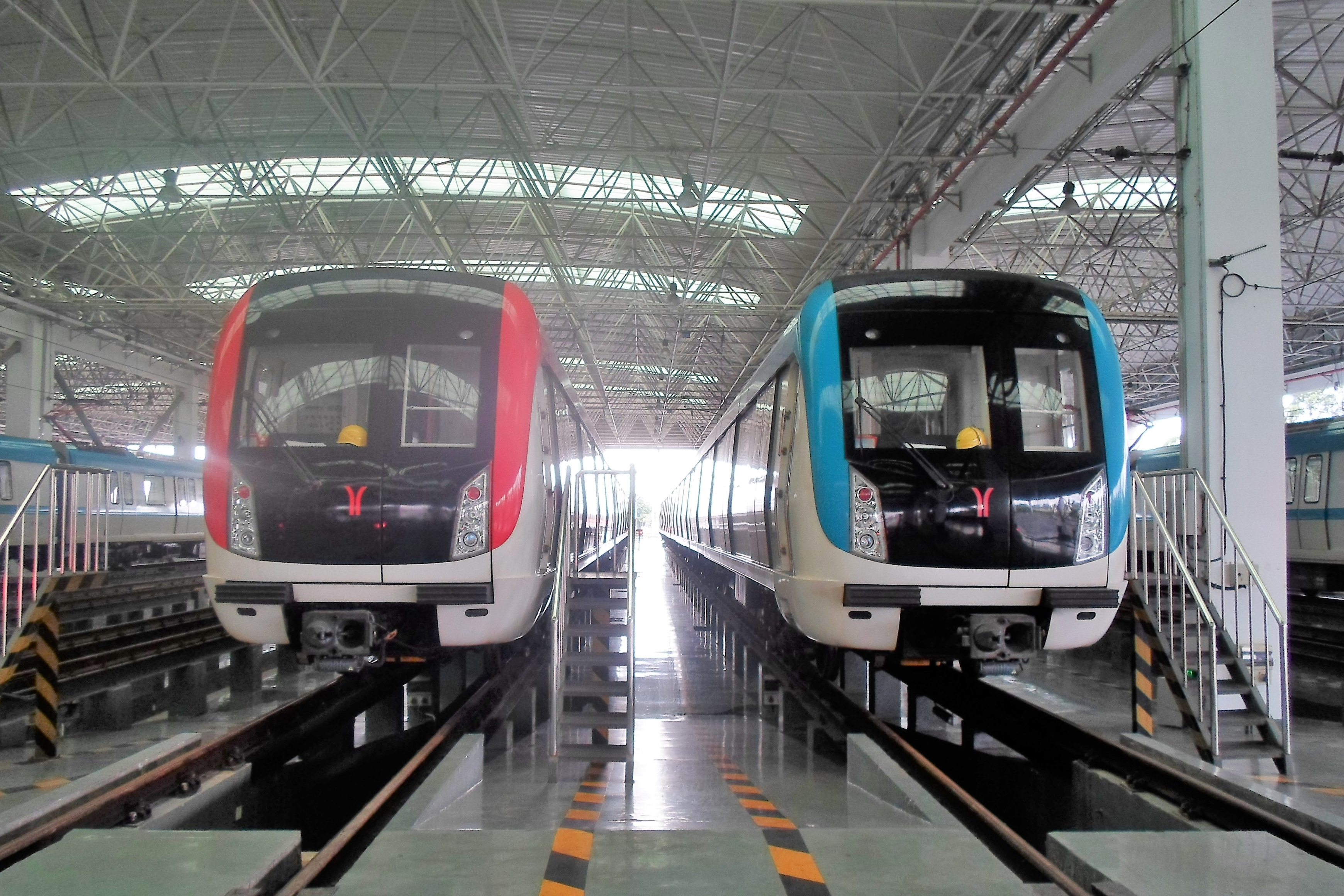
廣佛地鐵列車（B3）

广州地铁目前有A、B、D、L、APM共五種類型的地铁列车。
| 車型                    | 名稱                                | 制造商型号      | 运营编号 | 數量        | 編組         | 製造            | 製造年份       | 營運線路               |
| ----------------------- | ----------------------------------- | --------------- | -------- | ----------- | ------------ | --------------- | -------------- | ---------------------- |
| A                       | 一號線列車                          | 无              | A1       | 21列        | 6A           | 安達-西门子     | 1996-1999      | 1号线                  |
| A                       | 二號線列車                          | Movia 456       | A2       | 26列        | 6A           | 長客龐巴迪      | 2002-2005      | 1号线：8列 8号线：18列 |
| A                       | 一号线增购列车、 二号线调整工程列车 | Movia 456       | A3       | 8列         | 6A           | 長客龐巴迪      | 2006           | 1号线                  |
| A                       | 二八號線列車                        | 无              | A4       | 27列        | 6A           | 南车株机        | 2009-2011      | 2号线                  |
| A                       | 一二八號線增購列车                  | 无              | A5       | 32列        | 6A           | 南车株機        | 2011-2014      | 2号线：27列 8号线：5列 |
| A                       | 八號線北延段列車                    | 无              | A6       | 24列        | 6A           | 中車株機        | 2018-2020      | 8号线                  |
| A                       | 十三號線列車                        | 无              | A7       | 17列        | 8A           | 中车大连        | 2016-2017      | 13号线                 |
| A                       | 二号线增购列车                      | CCD5062         | A8       | 13列        | 6A           | 中車長客        | 2022-2023      | 8号线                  |
| A                       | 十一號線列車                        | 无              | A9       | 55列        | 8A           | 中車株機        | 2023-2024      | 11号线                 |
| A                       | 十二號線列車                        | 无              | A10      | 47列        | 6A           | 中車株機        | 2023-2024      | 12号线                 |
| A                       | 十三號線二期列車                    | 无              | A11      | 42列        | 8A           | 中車大连        | 2025-          | 13号线                 |
| B                       | 三號線列車                          | 无              | B1       | 40列        | 3B           | 西門子-南车株機 | 2005-2007      | 3号线                  |
| B                       | 三號線北延段列車                    | 无              | B2       | 25列        | 6B           | 南车株機        | 2009-2011      | 3号线                  |
| B                       | 廣佛地鐵列車                        | DKZ29           | B3       | 27列        | 4B           | 北車長客        | 2009-2011      | 广佛线                 |
| B                       | 三號線增购列车                      | 无              | B4-I/II  | 26列        | 6B           | 南車株機        | 2011-2013      | 3号线                  |
| B                       | 七號線列車                          | 无              | B5       | 23列        | 6B           | 中車株機        | 2015-2016      | 7号线                  |
| B                       | 广佛地铁二期列车                    | SFM27           | B3-I     | 6列         | 4B           | 中車四方        | 2015           | 广佛线                 |
| B                       | 九號線列車                          | 无              | B6       | 18列        | 6B           | 中車株機        | 2016-2018      | 9号线                  |
| B                       | 十四號線列車                        | 无              | B7       | 30列        | 6B           | 中車株機        | 2017-2019      | 14号线                 |
| B                       | 二十一號線列車                      | 无              | B8       | 33列        | 6B           | 中車株機        | 2016-2018      | 21号线                 |
| B                       | 广佛地铁增购列车                    | SFM77           | 无       | 18列        | 4B           | 中車四方        | 2019-2020      | 广佛线                 |
| B                       | 七號線西延段列車                    | SFM72           | B9       | 13列        | 6B           | 中車四方        | 2019-2021      | 7号线                  |
| B                       | 三号线东延段列车                    | 无              | B10      | 10列        | 6B           | 中车株机        | 2021-2022      | 3号线                  |
| B                       | 三号线第二次增购列车                | CCD5059         | B11      | 18列        | 6B           | 中車長客        | 2022-2023      | 3号线                  |
| B                       | 七号线二期列车                      | 无              | B12      | 19列        | 6B           | 中车株机        | 2023-2025      | 7号线                  |
| B                       | 十号线列车                          | 无              | B13      | 43列        | 6B           | 中车株机        | 2023-2025      | 10号线                 |
| B                       | 十四号线二期列车                    | 无              | B14      | 16列        | 6B           | 中车株机        | 2023-2025      | 14号线                 |
| D                       | 十八號線列車                        | 无              | D1       | 25列        | 8D           | 中車株機        | 2020-2021      | 18号线 22号线          |
| D                       | 二十二號線列車                      | 无              | D2       | 15列        | 8D           | 中車株機        | 2020-2021      | 18号线 22号线          |
| L                       | 四號線列車                          | SFM03           | L1       | 30列        | 4L           | 南車四方        | 2005-2007      | 4号线                  |
| L                       | 五號線列車                          | SFM08           | L2       | 30列        | 6L           | 南車四方        | 2008-2010      | 5号线                  |
| L                       | 六號線列車                          | SFM15           | L3       | 51列        | 4L           | 南車四方        | 2011-2013 2016 | 6号线                  |
| L                       | 五號線增購列车                      | SFM19           | L4-I/II  | 32列        | 6L           | 南車四方        | 2011-2013      | 5号线                  |
| L                       | 四號線南延段列車                    | SFM37           | L5       | 27列        | 4L           | 中車四方        | 2016-2017      | 4号线                  |
| L                       | 六號線增購列車                      | SFM76           | L6       | 38列        | 4L           | 中車廣東公司    | 2020-2022      | 6号线                  |
| L                       | 五號線東延段列車                    | SFM97           | L7       | 14列        | 6L           | 中車廣東公司    | 2021-2023      | 5号线                  |
| APM                     | APM線列車                           | Innovia APM 100 | APM1     | 14輛（7列） | 2APM（重聯） | 龐巴迪          | 2009-2010      | APM线                  |
| 註釋                    |                                     |                 |          |             |              |                 |                |                        |
| 1. 2. 3. 4. 5. 6. 7. 8. |                                     |                 |          |             |              |                 |                |                        |

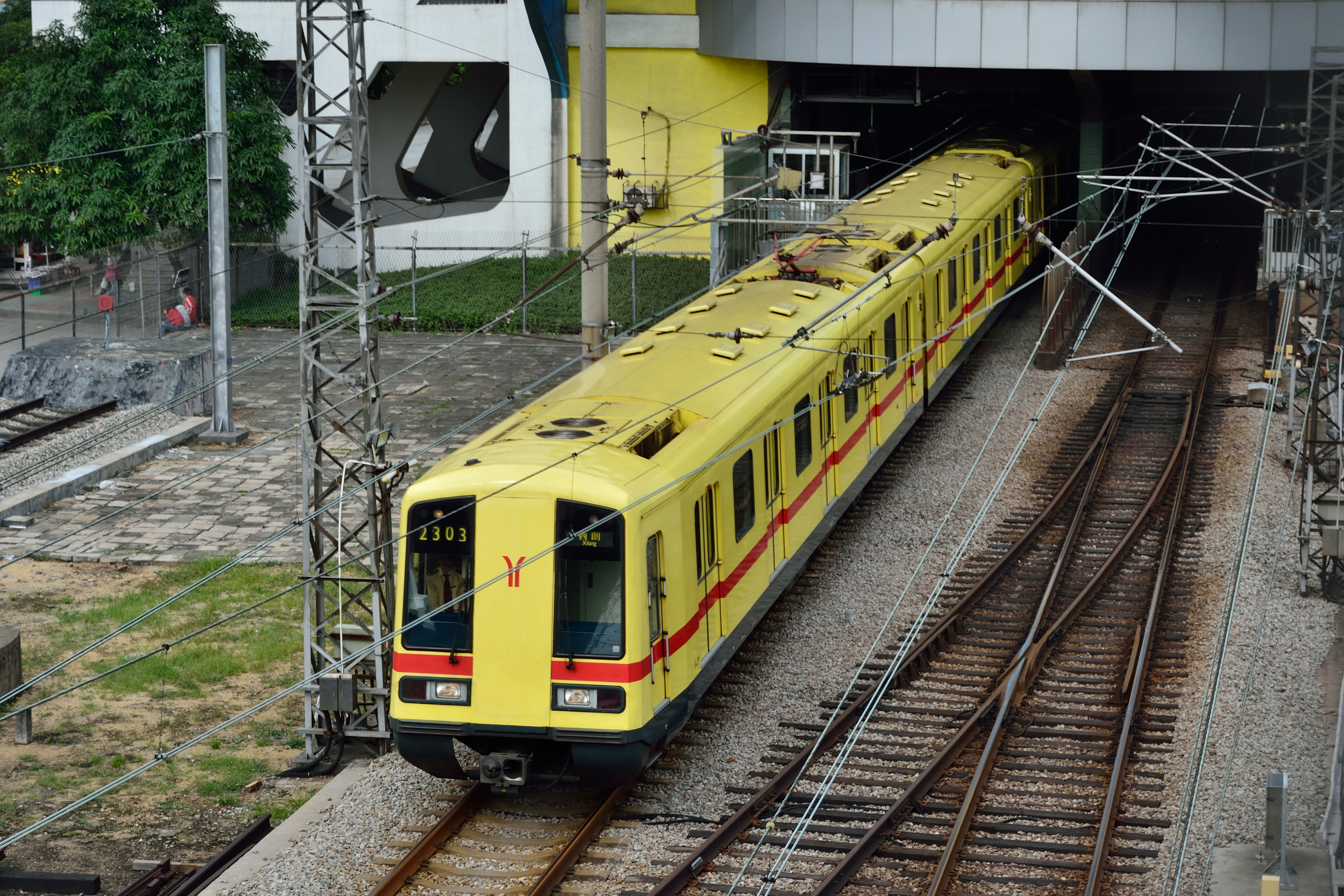
一号线列车（A1）
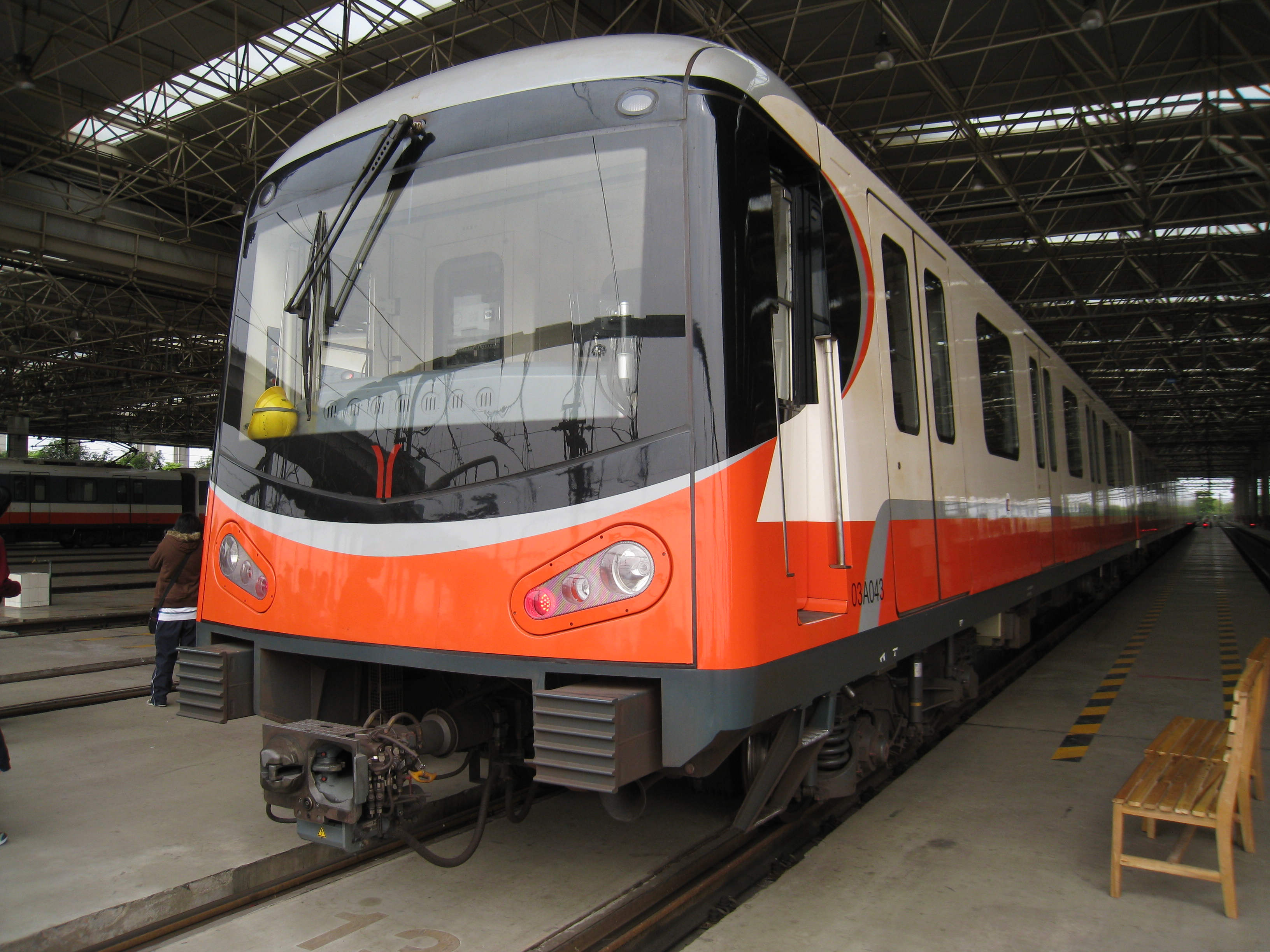
三號線北延段列车（B2）
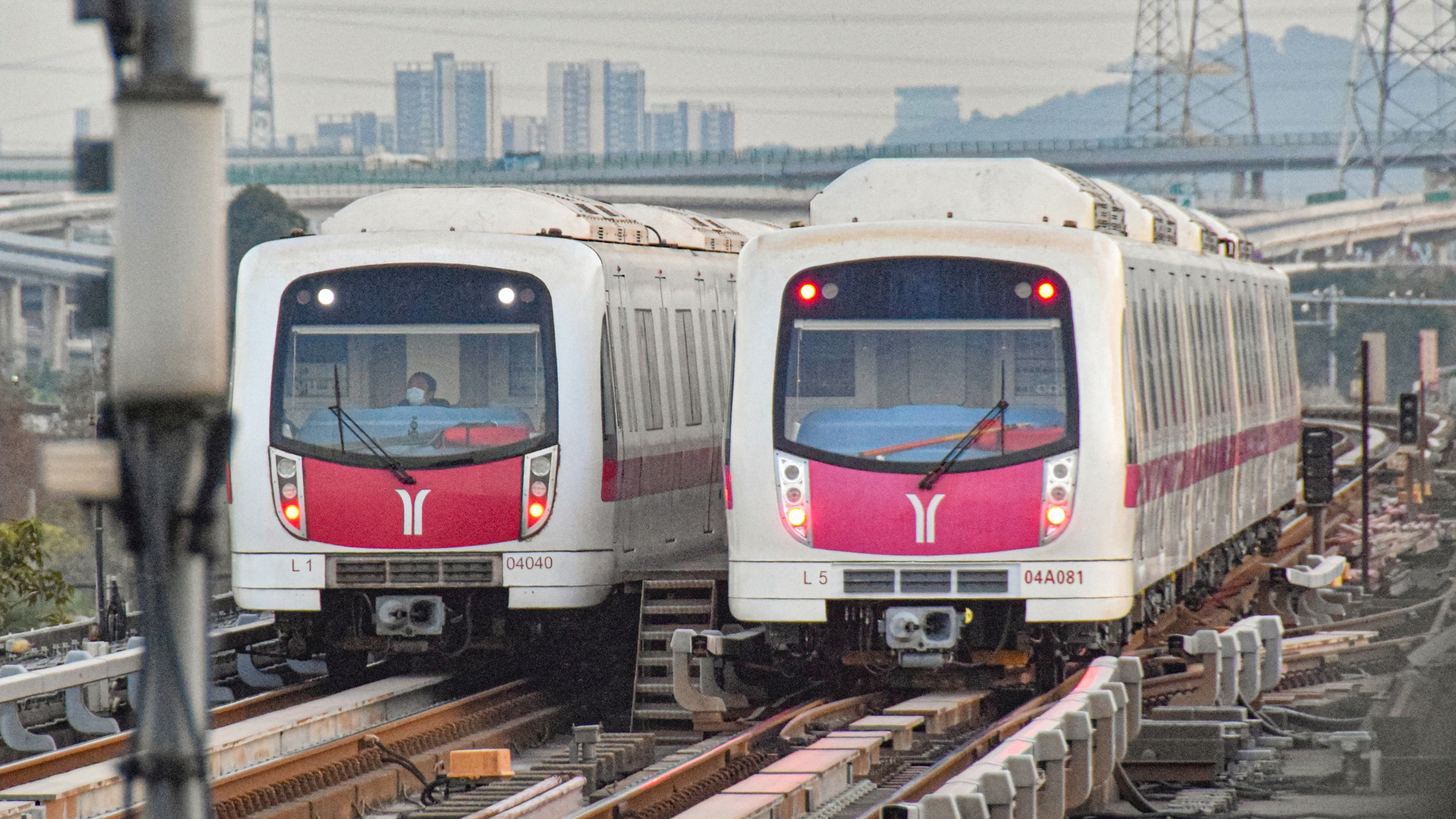
四號線列车（L1）与四号线南延段列车（L5）
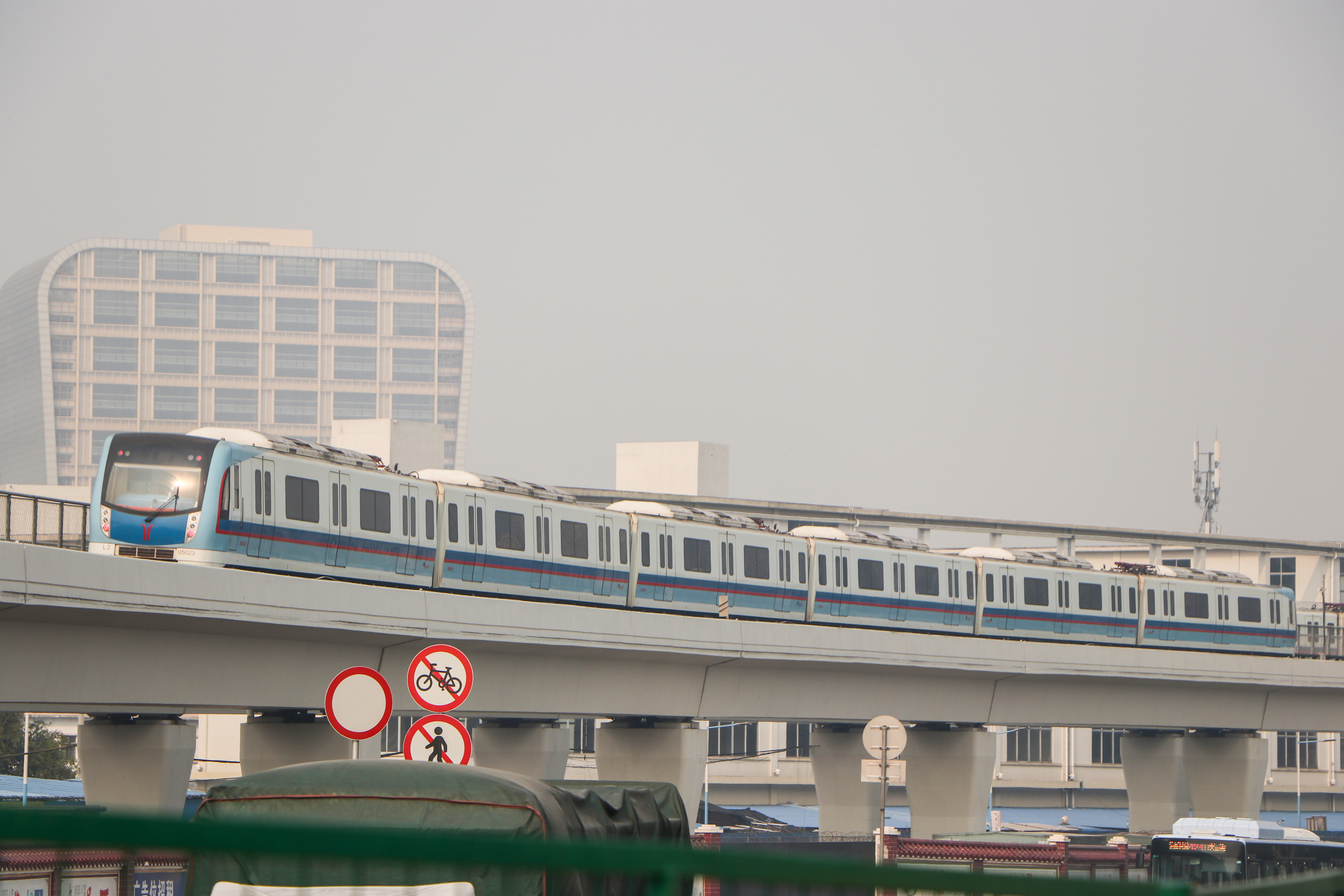
五號線列車（L2）
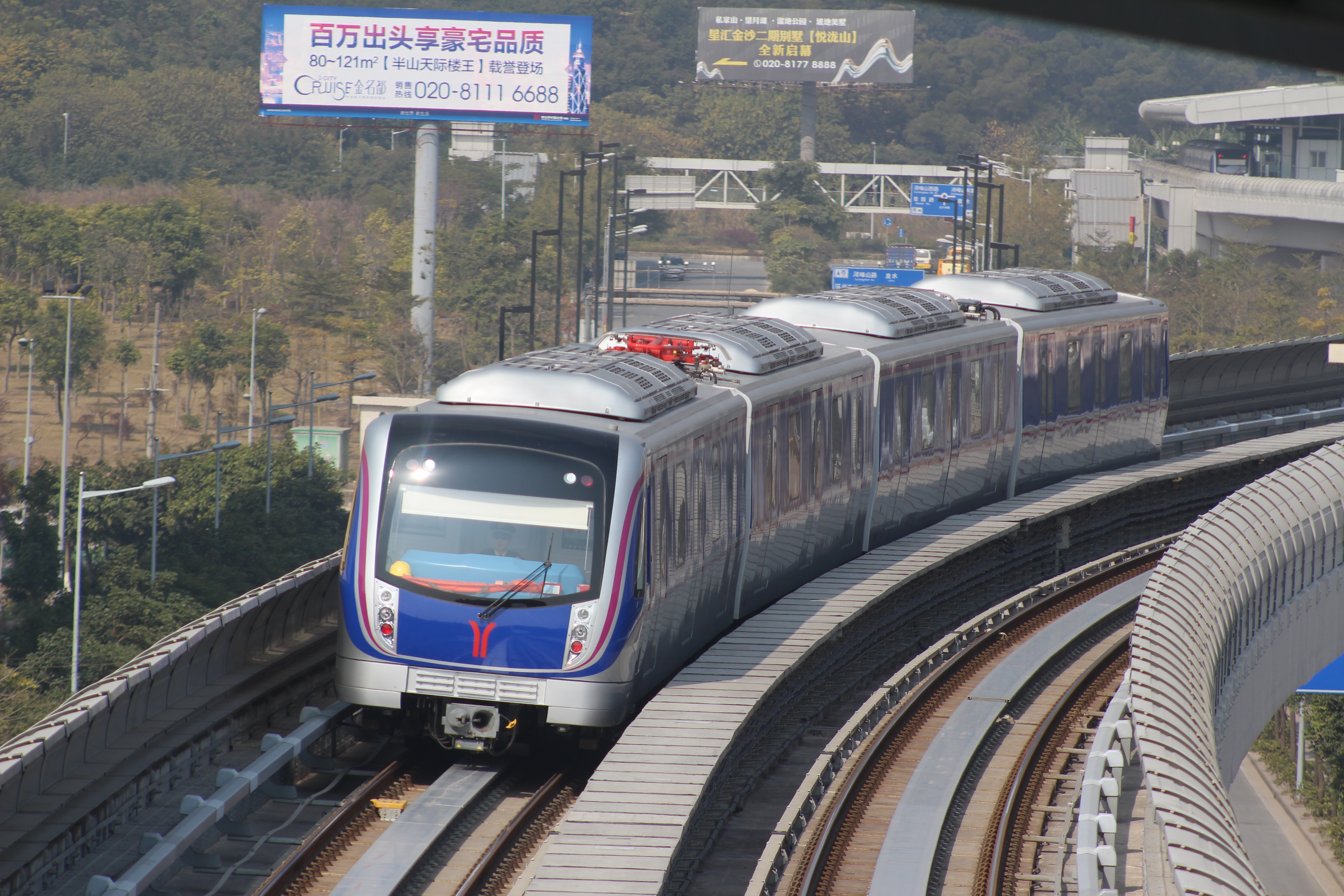
六號線列車（L3）

- 八號線北延段列車（A6）
- 十三號線列車（A7）
- 二十一號線列車（B8）
- 二十二号线列车（D2）
- 廣佛地鐵列車（B3）

## 技术

### 供电
广州地铁除4号线、5号线、6号线、14号线、21号线、APM线采用第三轨供电方式外，其余线路均采用接触网供电；除18号线、22号线采用25,000伏特交流电，以及APM线采用600伏特三相电外，其余线路均采用1500伏特直流电；接触网线路中，1号线地面段采用柔性接触网供电，其余线路采用刚性接触网供电。

### 信号系统
广州地铁早期开通的线路使用均使用FTGS准移动自动闭塞系统，在3号线、4号线开通之后的线路均采用CBTC移动自动闭塞系统。广州地铁信号系统的供应商分别有西门子、泰雷兹、卡斯柯以及铁科智控等。
目前广州地铁各线运营列車均会采用自動運行裝置，除18号线和22号线为GoA3级别、APM线、10号线、12号线和11号线为GoA4级别外，大部分线路为GoA2级别；2号线、7号线将进行信号系统改造，以适应GoA3甚至GoA4级别。

## 运营与服务

### 运营方
目前，广州地铁集团负责广州地铁线网（含广佛线）的整体网络运营。其中大部分线路由集团下属运营事业总部运营，而18号线及22号线则由集团子公司广东城际运营。
| 运营方                           | 运营方                   | 运营方                   | 运营线路       |
| 部门                             | 中心                     | 车务部                   | 运营线路       |
| -------------------------------- | ------------------------ | ------------------------ | -------------- |
| 广州地铁集团有限公司运营事业总部 | 运营一中心               | 车务一部                 | 1号线、广佛线  |
| 广州地铁集团有限公司运营事业总部 | 运营一中心               | 车务二部                 | 2号线、8号线   |
| 广州地铁集团有限公司运营事业总部 | 运营二中心               | 车务三部                 | 4号线、5号线   |
| 广州地铁集团有限公司运营事业总部 | 运营二中心               | 车务四部                 | 6号线、13号线  |
| 广州地铁集团有限公司运营事业总部 | 运营二中心               | 车务九部                 | 12号线         |
| 广州地铁集团有限公司运营事业总部 | 运营三中心               | 车务五部                 | 3号线、APM线   |
| 广州地铁集团有限公司运营事业总部 | 运营三中心               | 车务六部                 | 7号线、9号线   |
| 广州地铁集团有限公司运营事业总部 | 运营三中心               | 车务十部                 | 10号线         |
| 广州地铁集团有限公司运营事业总部 | 运营四中心               | 车务七部                 | 11号线、21号线 |
| 广州地铁集团有限公司运营事业总部 | 运营四中心               | 车务八部                 | 14号线         |
| 广东城际铁路运营有限公司         | 广东城际铁路运营有限公司 | 广东城际铁路运营有限公司 | 18号线、22号线 |

### 票务
广州地铁的票务规则和票卡种类除适用于本市地铁线路外，还适用于佛山地铁线路以及两地部分有轨电车线路；与此同时，佛山的票卡及优惠规则亦可适用于广州地铁。上述措施使得广佛两地线网可真正实现“互联互通”。

#### 票价
目前，除APM线实行票价2元的单一票制外，广州地铁线网其他线路使用按里程分段计算的票制：起步4公里以内2元；4至12公里范围内每递增4公里加1元；12至24公里范围内每递增6公里加1元；24公里以后，每递增8公里加1元，不设封顶。
| ¥2 0 ~ 4 km¥3 4 ~ 8 km¥4 8 ~ 12 km¥5 12 ~ 18 km¥6 18 ~ 24 km¥7 24 ~ 32 km+ ¥1 ~ +8 km \| \| \| \| \| \| \| \| |  |  |  |  |  |  |
| |  |  |  |  |  |  |

2006年12月15日前，广州地铁票价按区间分段计价，每相邻两站之间为1个区间，第3个区间为1段，首段起步价2元，每进入下一段加收1元。自2006年12月15日起采用现时的计费标准，但对于2005年11月12日前开通的线路（即1号线广州东站－西塱、旧2号线三元里－江南西－晓港－琶洲），则选取上述两种计价方式中较便宜的一种。2010年9月25日起，因旧2号线拆解，由昌岗站入闸或者出闸的旅客，里程从入闸站或出闸站算至离江南西站、晓港站、昌岗站最近的一站。
2010年3号线通到机场后，广州地铁曾对进出机场南站的乘客额外收取5元“机场建设费”，一年的试行期结束后取消收费。
截至2025年5月，广州地铁市内线网的最高票价为20元，其车程为从化区的东风站来往南沙区的南沙客运港站。在2024年1月21日佛山2号线广州南站通道投入使用前，若包含外市线网则最高票价为21元，其车程为东风站或者增城广场站来往佛山市的南庄站。

#### 票种

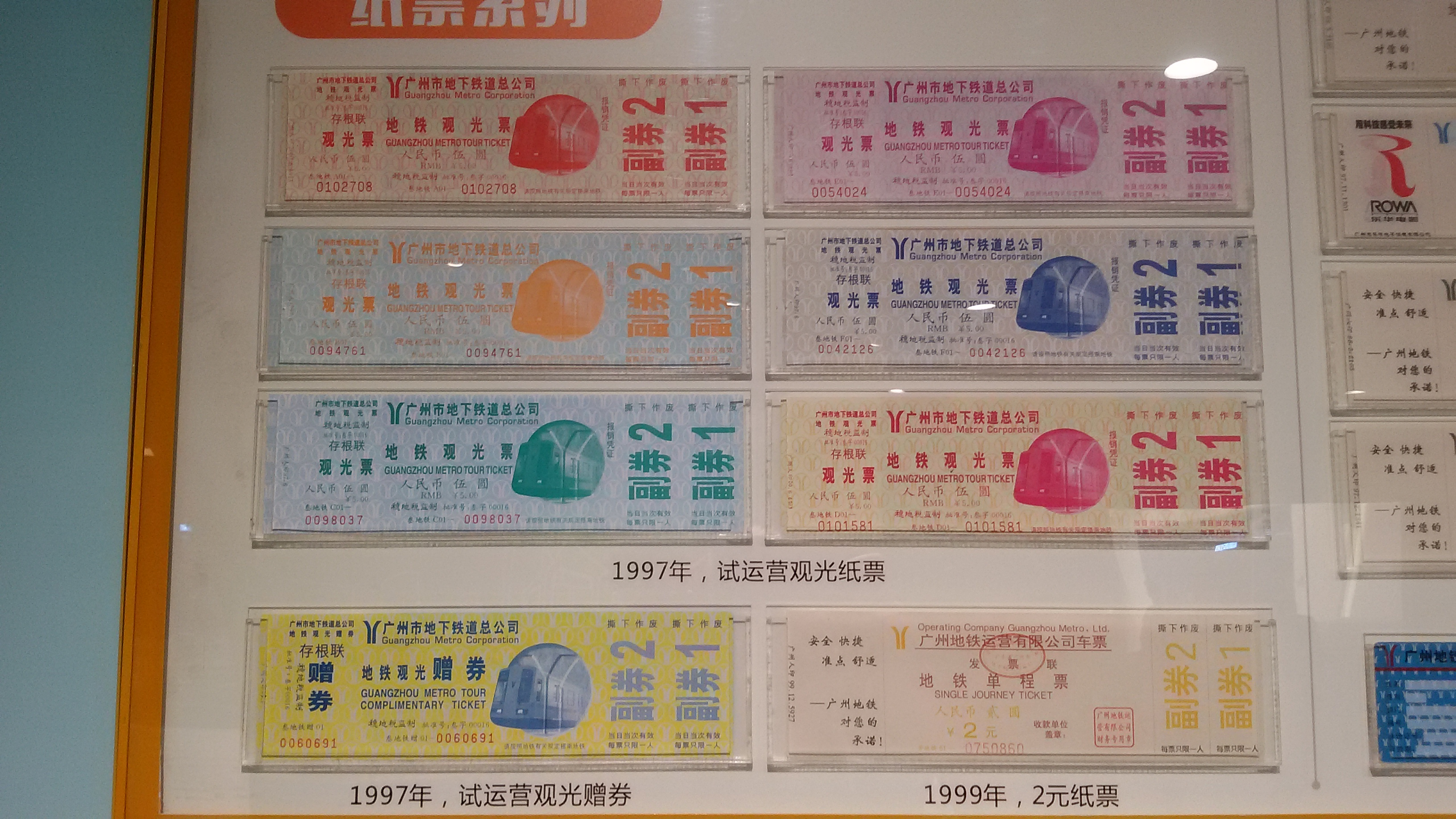
广州地铁于1997年-1999年使用的纸质车票

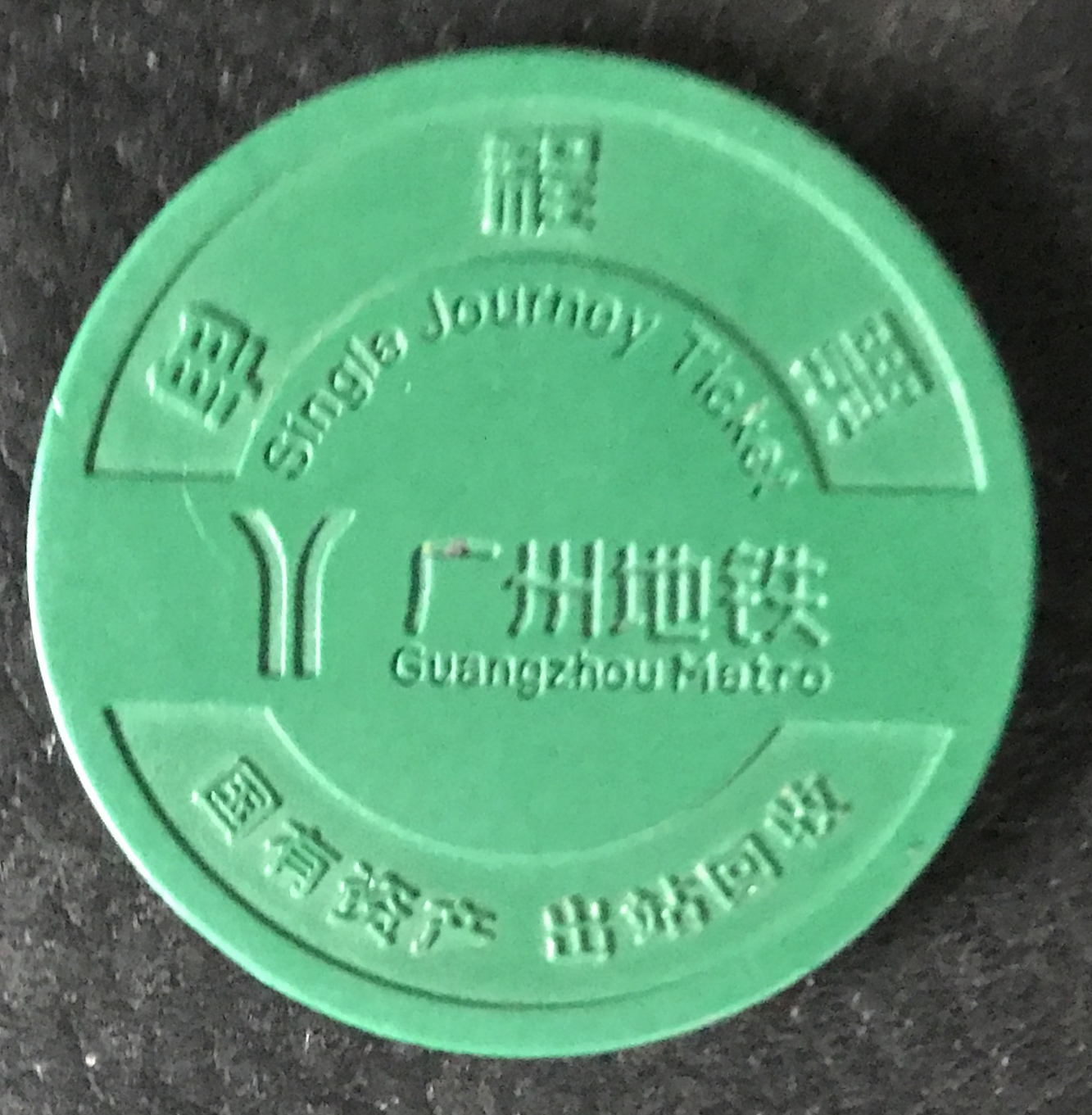
广州地铁现时的单程票（除APM线外使用）

##### 使用中
除老年人票种外，所有线路（APM线除外）的车票由进闸起计，270分钟内出闸有效。超过270分钟则加收出闸站线网单程最高票价，如遇上地铁方面导致的延误則不設時限。
常规票种
- 单程票：於各个地铁站的自动售票机和人工售票亭发售，适用于所有乘客；自动售票机出售的单程票在购票后当天当站进闸有效，未进闸车票在售出后30分钟内可到车票发出车站之客服中心退票。单独购票无优惠，集体乘客30人或以上可享受9折优惠。
- 普通羊城通、广佛通：可享受广州市公共交通优惠。
- 岭南通、全国一卡通：具有羊城通和广佛通标识的卡片享受与羊城通/广佛通相同的优惠政策，其他卡种不享受优惠。
- 乘车码：扫描二维码过闸。通过廣州地鐵、羊城通、佛山地铁、微信、支付宝、云闪付手机应用程序调出的广州地铁公共交通码、广州公共交通乘车码和佛山地铁乘车码可享受同上优惠[96]，通过外市轨道交通等其他手机应用程序调出的乘车码则不享受优惠。
- 銀聯閃付：可使用带闪付标示的银联IC卡，或支持支付功能的各类手机闪付绑定银联卡进行过闸。仅支持信用卡。不享受优惠。
- 储值票：现已无发售此票种，但地铁公司于各种活动中作为礼品赠予嘉宾，或部分企业定制该种类票卡进行派发宣传等。
- 纪念票：不定期限量发售，以数张为一套发售，平均每张价格在40~50元。持本票可以第一次入闸后24小时内使用，可乘搭所有路线。
- 广州城市旅游卡：分为24小时卡（售价36元）、48小时卡（售价56元）、72小时卡（售价76元），在首次启用后可多次乘坐广州地铁（含广佛線、APM線）、广州有轨电车、巴士（含BRT，不含跨城线路）和水上巴士（轮渡），逾期失效。
- 日票：
  - 一日票（定价为20元），持本票可以第一次入闸后24小时内可乘搭所有线路，27小时内完成最后一次出站。
  - 三日票（定价为50元），持本票可以第一次入闸后72小时内可乘搭所有线路，75小时内完成最后一次出站。

日票发行初期主要选择地面交通接驳站和周边有主要景点站发行，2015年2月9日起，售卖日票点扩展到全线网各站；2023年4月，推出以乘车码为载体的电子日票，但不可搭乘有轨电车。为打击逃票，持日票的乘客入闸后不能在同一车站出闸。
特殊优惠票种
- 羊城通儿童票：适用于学龄前儿童，享受免费乘搭地铁优惠。学龄前（凭有效身份证明）或身高不超过1.3米的儿童亦可免费乘搭地铁。
- 学生羊城通：适用于拥有广州市学籍的中小学生，享受5折优惠。
- 广州市/佛山市老年人优待证：适用于拥有广州市和佛山市户籍的老年人，60-65岁（不含65岁）享受5折优惠，65岁及以上享受免费乘车优惠。
- 广州市残疾人乘车优惠证：适用于拥有广州市户籍的三级、四级残疾人，享受5折优惠。
- 广州市重度残疾人乘车优惠证：适用于拥有广州市户籍的重度残疾人，享受免费乘搭地铁优惠。
- 羊城通善行卡：适用于在册的广州市低收入居民（最低生活保障对象、最低生活保障边缘家庭成员、特困供养人员），享受5折优惠，但需事先充值垫付车资，次月由羊城通公司返还上月应优惠金额[99]。
- 广州市无偿献血优待证（A）：适用于在广州市范围内，献全血累计达到30次以上或者献血次数累计达到40次以上的无偿献血者以及献血志愿服务累计时间达到3,000小时以上的志愿者，享受免费乘搭地铁优惠，但需事先充值垫付车资，次月由羊城通公司全额返还上月公共交通发生额[100]。
- 具优抚优待功能的广州社保卡、佛山市优抚对象优待证：适用于拥有广州、佛山户籍的残疾军人和享受抚恤补助的优抚对象，享受免费乘搭地铁优惠。现役军人和残疾军人持军官证等相关证件亦可免费乘搭地铁。
- 仅为佛山保留的特殊票种：广州市的特殊人群公共交通优惠政策已经全面转由特种羊城通承载，地铁特种票一度退出历史舞台。但由于优惠政策需要覆盖到佛山市，因此后期重新启用地铁特种票，为佛山市学籍学生及佛山市户籍老人提供优惠[101]。此后增加地铁重度残疾人票，取消老年人储值/免费票[102][103]。该票种目前可在广州地铁线网全网使用并享受相应优惠；惟只在广佛线和7号线佛山境内车站办理發售、充值、延期业务，线网其他车站仅办理退票业务[104]。
  - 学生储值票：适用于佛山市内全日制中小学校、中专学校、技工学校、职业学校学生，享受5折的扣值优惠。
  - 重度残疾人票：适用于拥有佛山市户籍的重度残疾人，享受免费乘搭地铁优惠。

##### 已停用
- 员工家属票（2005年12月16日起停止使用）：适用于广州地铁员工的直系亲属（配偶和未成年子女），享受免费乘搭地铁优惠；每位地铁员工最多可为两名直系亲属办理家属票。
- 中小学生储值票（2010年5月1日起针对广州学生停止使用，以羊城通学生卡取代）：适用于广州市内全日制中小学校、中专学校、技工学校、职业学校学生及身高超过1.2米的学龄前儿童，享受7折的扣值优惠。[105]
- 老年人储值票（2010年5月1日和2011年8月6日起分别针对广州及佛山老年人停止使用，以羊城通老人优惠卡及佛山市老年人优待证取代）：适用于60-65岁（不含65岁）广州市籍及佛山市籍老年人，可享受5折的扣值优惠。
- 老年人免费票（2010年5月1日和2011年8月6日起分别针对广州及佛山老年人停止使用，以羊城通老人优惠卡及佛山市老年人优待证取代）：适用于65岁及以上的广州市籍及佛山市籍老年人，享受免费乘搭地铁优惠；每次乘车前，需要由票务处工作人员认证。
- 地铁云卡（2021年5月20日起停止使用）：在“广州地铁”APP内激活，可直接刷手机过闸。需要支持NFC功能、系统版本大于4.4.2的Android手机。不享受优惠。

### 廣播
一般情况下，廣州地鐵的广播語言依次為普通話、粤语和英語。目前广州地铁广播主要由广东广播电视台主持人马咏（女声）和独立音乐人李喆（男声）担当，自2018年12月28日起，部分英语广播由美籍配音演员Brandy Spohn（白兰）和其他外籍人士负责。
車廂內報站以普粤英三语的顺序依次进行报站。如为换乘站，地铁最初采用男女声交替广播的形式以加强提醒乘客；2022年下半年开始，换乘站广播前会播放一小段粵曲，初为《花好月圆》，后更换为《旱天雷》。报站后，会使用普通话介紹站點附近的道路、地方、机构、建築物（部分由商家赞助）。5号线开通后，所有路線車站加入一段以普通话提醒列车将进站的广播；部分大客流的车站还会提醒乘客提前做好下车准备。8号线新港东站和琶洲站的广播中会在最后用英语提示该站临近的广交会展馆。3号线机场北站开通后，龙归至机场南各站的广播会提示白云机场的两个航站楼；龙归和人和两站的广播更一度加入了各航站楼运营的航空公司名单。2019冠状病毒病疫情期间，广州地铁亦会广播相关防疫政策和提示。除此之外，设有强弱冷车厢的线路还会播报有关信息。
而在车站廣播方面，除部分乘车指引只有普通话，或者普通话和粤语外，均会使用普粤英三语提供乘车指引的信息。例如在抵站時的歡迎詞和站厅、月台之间播出的乘车指引，也均会提供普通話、粤语和英語廣播。
商业广告方面，广州地铁会在报站广播的导向部分加入由商家赞助的场所；2019年开始在车厢内报站广播前增加“〇〇〇提醒您”的品牌冠名，其中2020年开始使用“和成天下”檳榔品牌的冠名广播，因槟榔被列为一级致癌物而引发争议，不过自2021年中广州市和国家有关部门开始管控槟榔广告后，相关品牌冠名已被撤换。

### 客运量

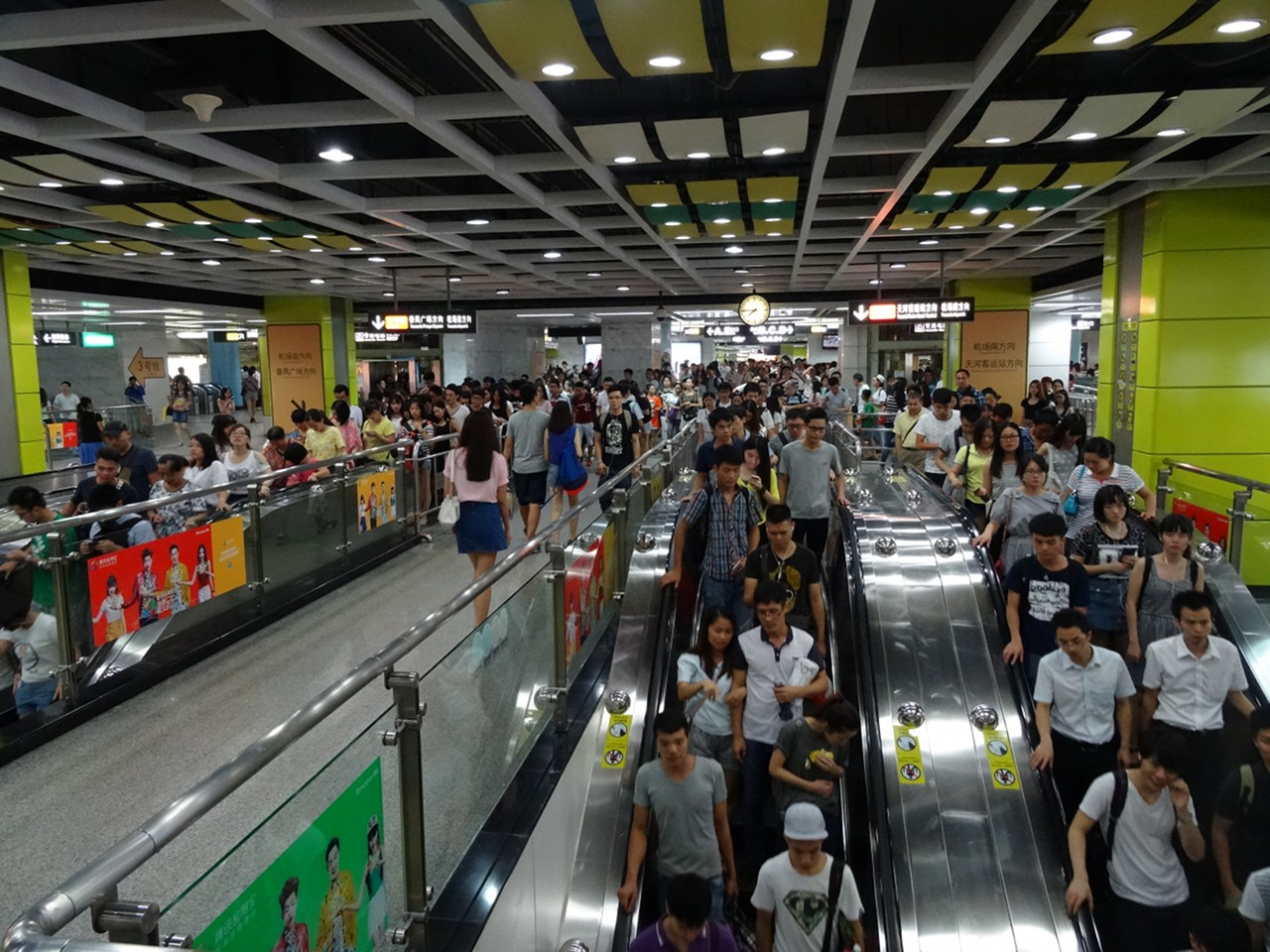
体育西路站高峰期人潮

广州地铁自1997年1号线开通起，客运量稳步增长。如今随着广州地铁线网的不断延伸，广州地铁的客运量呈现较大幅度的增长。广州地铁单日客运量首次突破1000万人次发生于2017年12月31日。目前单日最高客流纪录发生于2024年12月31日，全网客流达1220.2万人次；次高发生于2025年4月30日，全网客流达1198.1万人次。
2010年11月1日，“亚运大礼包”中的公共交通免费措施开始实行当天，全日客流达到781万，破当时全国轨道交通系统单日客流记录，全线站点超过90%需要客流管制；11月3日广佛地铁首通段开通试运营，当日广州地铁全日客流达到784万。翌日，由于小汽车单双号限行、广交会客流、上下班的白领以及纯粹“逛街”的客流冲突造成地铁拥挤，全市取消免费乘搭地铁、公共汽車和过江渡轮的优惠措施，改为发放交通补贴，而广州地铁在2010年11月3日创下的客流记录持续数年才被打破。
| 排名 | 发生日期       | 客流量    | 当天运营延长时间              | 备注                      | 来源            |
| ---- | -------------- | --------- | ----------------------------- | ------------------------- | --------------- |
| 1    | 2024年12月31日 | 1220.2万  | 1.5小时（部分方向2至2.5小时） | 跨年夜                    | [ 2 ]           |
| 2    | 2025年4月30日  | 1198.1万  | 部分线路1小时                 | 劳动节前夕及第137届广交会 | [ 119 ]         |
| 3    | 2019年12月31日 | 1156.94万 | 1.5小时（部分方向2小时）      | 跨年夜                    | [ 120 ]         |
| 4    | 2021年4月30日  | 1151.71万 | 1小时                         | 劳动节前夕                | [ 121 ]         |
| 5    | 2025年5月30日  | 1141.5万  |                               | 端午节前夕                | [ 122 ]         |
| 6    | 2020年12月31日 | 1139.91万 | 1.5小时                       | 跨年夜                    | [ 123 ] [ 124 ] |
| 7    | 2025年4月3日   | 1116.1万  |                               | 清明节前夕                | [ 125 ]         |
| 8    | 2019年9月30日  | 1113.4万  | 1小时                         | 国庆节前夕                | [ 126 ]         |
| 9    | 2019年9月12日  | 1113.13万 | 1小时                         | 中秋节前夕                | [ 127 ]         |
| 10   | 2023年9月28日  | 1108.6万  | 1小时                         | 中秋节、国庆节假期前夕    | [ 128 ]         |

### 安全检查
与中国大陆大部分城市地铁系统一样，為配合《中华人民共和国反恐怖主义法》等要求，目前广州地铁在所有车站进站时实行逢包必检、人物同检的安全检查方式。
广州地铁曾于2008年奥运会以及2010年亚运会时启动了安全检查。乘客的行李必须接受X光机的检查，并设有液体检测仪，还有警犬参与检查。在奥运会以及亚运会结束之后，亦取消了安检的措施。在未恢复安检之前，部分车站会有地铁站务或者地铁志愿者手持金属探测器来抽查部分乘客的行李物品，如遇到类似昆明火车站恐袭等高风险事件时，部分客流较大的车站会在进站口設置X光機檢查乘客的隨身物品，同时加强特警巡逻。
2015年9月25日起，广州地铁再次恢复安检措施，每个车站均配置一台爆炸物探测设备，入口处安排安保人员手持金属探测器和液体探测器，对携带行李的旅客进行检查，部分客流量较大的车站设有X光机对进站行李进行扫描。2017年10月10日起，广州地铁开始分批在各站点设置X光机、金屬探測門和液体检测仪，实行“逢包必检、人物同检”的安检措施。
在安检实施过程中，广州地铁曾在2021年及2024年一度升级安检力度，强调“人过门、物过机”及“‘大小包’均需过安检机”的安检要求，导致安检耗时增加及影响进站速度，以及出现乘客因此与工作人员争吵等事件。但加强安检措施后仍出现因安检人员对液体检查时的疏忽，让乘客成功携带硫酸进入车站并渗漏至车厢地板，导致一名男童滑倒后被灼伤的事件发生，引发大众对安检措施成效的质疑。

## 未来发展

### 近期线路
截至2025年8月，广州地铁有多条建设中和获批复待建的线路（段）。
|                                        |        |                                       |                                    |                    |            |                             |                    |              |
| 在建线路（段、站）                     |        |                                       |                                    |                    |            |                             |                    |              |
| 路线                                   | 路线   | 线路段/站                             | 区间/车站                          | 长度 km            | 车站数     | 列车编组                    | 土建进度           | 所属建设规划 |
|                                        | 4号线  | 预留站                                | 官桥                               | －                 | 1          | 4L                          | 建設中             | 一期         |
|                                        | 7号线  | 未開通車站                            | 洪聖沙                             | －                 | 1          | 6B                          | 暫緩開通           | 三期         |
|                                        | 8号线  | 北延段二期                            | 滘心－江府                         | 9.4                | 4          | 6A                          | 21%                | 三期调整     |
| 东延段                                 | 8号线  | 万胜围－莲花                          | 18.0                               | 8                  | 未知       | 6A                          |                    | 三期调整     |
|                                        | 10号线 | 后通段 （3号线支线拆解区段）          | （天河客运站－）石牌桥－杨箕东     | 2.1                | 1          | 6B                          | 建设中             | 三期         |
| 首通段未開通車站                       | 10号线 | 中大南門                              | －                                 | 1                  | 暫緩開通   | 6B                          |                    | 三期         |
|                                        | 11号线 | 未開通車站                            | 广州火车站                         | －                 | 1          | 8A                          | 暫緩開通           | 二期         |
| 广州东站                               | 11号线 | 未開通車站                            | －                                 | 1                  |            | 8A                          | 暫緩開通           | 二期         |
|                                        | 12号线 | 东段未開通車站                        | 赤岗                               | －                 | 1          | 6A                          | 暫緩開通           | 三期         |
| 中段                                   | 12号线 | 广州体育馆－二沙島                    | 9.7                                | 7                  | 75%        | 6A                          |                    | 三期         |
|                                        | 13号线 | 二期首通段                            | 天河公园 － 鱼珠                   | 33.6               | 4          | 8A                          | 98% 计划2025年開通 | 三期         |
| 二期後通段                             | 13号线 | 朝阳－天河公园                        | 19                                 | 33.6               | 91%        | 8A                          |                    | 三期         |
|                                        | 14号线 | 二期首通段                            | 乐嘉路－嘉禾望岗                   | 11.74              | 7          | 6B                          | 68% 计划2025年開通 | 三期         |
| 二期後通段                             | 14号线 | 广州火车站－乐嘉路                    | 1                                  | 11.74              | 前期准备中 | 6B                          |                    | 三期         |
|                                        | 18号线 | 首期后通段                            | 广州东站－冼村                     | 3                  | 1          | 8D                          | 54%                | 三期         |
| 北延段 （广花城际）                    | 18号线 | 花城街－广州东站                      | 39.6                               | 7                  | 48%        | 8D                          | 城际               |              |
| 南延段西线 （南珠中城际南沙至中山段）  | 18号线 | 万顷沙－兴中                          | 47.6                               | 12 （含3座預留站） | 4D／8D     | 86%（广州段） 33%（中山段） | 城际               |              |
|                                        | 22号线 | 后通段                                | 芳村－陳頭崗                       | 12.6               | 4          | 8D                          | 95% 计划2025年開通 | 三期         |
| 北延段 （芳白城际）                    | 22号线 | 芳村－机场北                          | 41.1                               | 10                 | 47%        | 8D                          | 城际               |              |
|                                        | 24号线 | 北段 （8号线北延段）                  | 江府－广州北站                     | 11.3               | 8          | 6A                          | 21%                | 三期调整     |
| 南段 （8号线北延段支线）               | 24号线 | 纪念堂－江府                          | 20.0                               | 10                 | 15%        | 6A                          |                    | 三期调整     |
| 已获国家发改委批复的待建线路（段、站） |        |                                       |                                    |                    |            |                             |                    |              |
| 路线                                   | 路线   | 线路段/站                             | 区间/车站                          | 长度 km            | 车站数     | 列车编组                    | 当前状态           | 所属建设规划 |
|                                        | 18号线 | 南延段主线 （南中珠城际中山至珠海段） | 香山－拱北                         | 45.4               | 10         | 4D/8D                       | 社稳公示           | 城际         |
|                                        | 28号线 | 佛穗莞城际佛山/廣州段                 | 鹭洲－新塘                         | 113                | 17         | 不详                        | 社稳公示           | 城际         |
| 佛穗莞城际東莞段                       | 28号线 | 新塘－松山湖                          | 6                                  | 113                | 前期研究中 | 不详                        |                    | 城际         |
| 尚未获国家发改委批复的线路（段）       |        |                                       |                                    |                    |            |                             |                    |              |
| 路线                                   | 路线   | 线路段/站                             | 区间/车站                          | 长度 km            | 车站数     | 列车编组                    | 当前状态           | 所属建设规划 |
|                                        | 26号线 | 佛山段                                | 马岗大道－顺德学院站－（廣佛邊界） | 11.3               | 4          | 不详                        | 環評公示           | 四期         |

### 线网规划
广州市政府在2020年11月批复的《广州市城市轨道交通线网规划方案》（2018—2035年）显示，广州市共规划轨道交通线路53条、2,029公里。该轮线网规划共分为三个层级：高速地铁、快速地铁和普速地铁。其中，高速地铁共5条，广州境内452公里；快速地铁11条，广州境内607公里；普速地铁37条，970公里。
| 地鐵類型 | 設計速度         | 路線     | 路線               | 路線                         | 起迄站                                  | 长度 km |
| -------- | ---------------- | -------- | ------------------ | ---------------------------- | --------------------------------------- | ------- |
| 高速地鐵 | 160km/h          |          | 17号线             | 17号线                       | 萝岗－紫坭（→ 佛山）                    | 53.7    |
| 高速地鐵 | 160km/h          |          | 18号线             | 18号线                       | （中山/珠海 →）十六涌－花城街（→ 清远） | 131.4   |
| 高速地鐵 | 160km/h          |          | 22号线             | 22号线                       | 机场北－南沙客运港（→ 东莞 → 深圳）     | 101.3   |
| 高速地鐵 | 160km/h          |          | 28号线             | 主線                         | （佛山 →）芳村－新塘大道（→ 东莞）      | 50.2    |
| 高速地鐵 | 160km/h          | 支線     | 28号线             | 新塘－广工华立学院（→ 惠州） | 30.0                                    |         |
| 高速地鐵 | 160km/h          |          | 37号线             | 37号线                       | 广州东站－良口（→ 新丰）                | 85.6    |
| 快速地鐵 | 100km/h～120km/h |          | 3号线              | 3号线                        | 機場北－海鸥岛                          | 73.3    |
| 快速地鐵 | 100km/h～120km/h |          | 4号线复线          | 4号线复线                    | 琶洲－蕉门                              | -       |
| 快速地鐵 | 100km/h～120km/h |          | 7号线              | 7号线                        | 水西北－大洲（→ 佛山）                  | 41.2    |
| 快速地鐵 | 100km/h～120km/h |          | 13号线             | 13号线                       | 朝阳－新沙                              | 61.5    |
| 快速地鐵 | 100km/h～120km/h |          | 14号线             | 14号线                       | 广州火车站－东风                        | 66.5    |
| 快速地鐵 | 100km/h～120km/h |          | 16号线             | 16号线                       | 新塘－荔城北                            | 39.1    |
| 快速地鐵 | 100km/h～120km/h |          | 21号线             | 21号线                       | 天河公园－广工华立学院                  | 70.5    |
| 快速地鐵 | 100km/h～120km/h |          | 24号线             | 24号线                       | 广州北站－沥滘                          | 44.3    |
| 快速地鐵 | 100km/h～120km/h |          | 25号线             | 25号线                       | （佛山 →）龙溪－黄埔客运港              | 39.3    |
| 快速地鐵 | 100km/h～120km/h |          | 26号线             | 26号线                       | 太和－榄核（→ 佛山）                    | 59.5    |
| 快速地鐵 | 100km/h～120km/h |          | 27号线             | 27号线                       | 新和－江南（→ 东莞）                    | 49.5    |
| 快速地鐵 | 100km/h～120km/h |          | 29号线             | 29号线                       | 黄埔站－花都广场                        | 62.3    |
| 普速地鐵 | 70km/h～90km/h   |          | 1号线              | 1号线                        | 西塱－广州东站                          | 18.5    |
| 普速地鐵 | 70km/h～90km/h   |          | 2号线              | 2号线                        | 嘉禾望岗－广州南站                      | 31.8    |
| 普速地鐵 | 70km/h～90km/h   |          | 4号线              | 4号线                        | 黄村－南沙客運港                        | 59.3    |
| 普速地鐵 | 70km/h～90km/h   |          | 5号线              | 5号线                        | 滘口－黄埔客运港                        | 41.7    |
| 普速地鐵 | 70km/h～90km/h   |          | 6号线              | 6号线                        | 浔峰岗－广州中学                        | 30.5    |
| 普速地鐵 | 70km/h～90km/h   |          | 8号线              | 8号线                        | 江府－海傍                              | 67.5    |
| 普速地鐵 | 70km/h～90km/h   |          | 9号线              | 9号线                        | 炭步－高增                              | 28.4    |
| 普速地鐵 | 70km/h～90km/h   |          | 10号线             | 主線                         | 西塱－高塘石                            | 34.8    |
| 普速地鐵 | 70km/h～90km/h   | 支線     | 10号线             | （佛山 →）广钢新城           | 4.0                                     |         |
| 普速地鐵 | 70km/h～90km/h   |          | 11号线             | 11号线                       | 广州火车站－琶洲－广州火车站 （环线）   | 43.2    |
| 普速地鐵 | 70km/h～90km/h   |          | 12号线             | 主線                         | 潯峰崗－大学城南                        | 37.2    |
| 普速地鐵 | 70km/h～90km/h   | 支線     | 12号线             | 大学城北－陈边               | 6.0                                     |         |
| 普速地鐵 | 70km/h～90km/h   |          | 15号线             | 15号线                       | 蕉門－南沙客運港－蕉門                  | 38.8    |
| 普速地鐵 | 70km/h～90km/h   |          | 19号线             | 19号线                       | 黄埔站－西三（→ 佛山）                  | 33.5    |
| 普速地鐵 | 70km/h～90km/h   |          | 20号线             | 20号线                       | 岭南广场－江南                          | 47.8    |
| 普速地鐵 | 70km/h～90km/h   |          | 23号线             | 23号线                       | 赤沙滘－新塘大道                        | 46.6    |
| 普速地鐵 | 70km/h～90km/h   |          | 30号线             | 30号线                       | 广州大道中－教育园区                    | 22.0    |
| 普速地鐵 | 70km/h～90km/h   |          | 31号线             | 31号线                       | 东涌镇－南沙湿地公园                    | 47.0    |
| 普速地鐵 | 70km/h～90km/h   |          | 32号线             | 32号线                       | （佛山 →）榄核－资讯科技园              | 32.5    |
| 普速地鐵 | 70km/h～90km/h   |          | 33号线             | 33号线                       | （佛山 →）潭州－庆盛东                  | 19.6    |
| 普速地鐵 | 70km/h～90km/h   |          | 34号线             | 34号线                       | （佛山 →）黄金围－和龙科技谷            | 27.1    |
| 普速地鐵 | 70km/h～90km/h   |          | 35号线             | 35号线                       | 东镜－花东客运站                        | 26.0    |
| 普速地鐵 | 70km/h～90km/h   |          | 36号线             | 36号线                       | 冯村－永利路                            | 22.5    |
| 普速地鐵 | 70km/h～90km/h   |          | 38号线             | 38号线                       | 连溪大道－十六涌                        | 37.8    |
| 普速地鐵 | 70km/h～90km/h   |          | 39号线             | 39号线                       | 嘉禾望岗－大田物流园                    | 14.1    |
| 普速地鐵 | 70km/h～90km/h   |          | 40号线             | 主線                         | 石化－长平                              | 15.0    |
| 普速地鐵 | 70km/h～90km/h   | 支线     | 40号线             | 永和－永宁北                 | 7.0                                     |         |
| 普速地鐵 | 70km/h～90km/h   |          | 41号线             | 41号线                       | 官溪－空港经济区                        | 20.6    |
| 普速地鐵 | 70km/h～90km/h   |          | 42号线             | 42号线                       | 鳌头－从化客运站                        | 21.0    |
| 普速地鐵 | 70km/h～90km/h   |          | 43号线             | 43号线                       | 东沙工业园－广汽基地                    | 30.8    |
| 普速地鐵 | 70km/h～90km/h   |          | 佛山地铁2号线      | 佛山地铁2号线                | （佛山 →）广州南站                      | 57.3    |
| 普速地鐵 | 70km/h～90km/h   |          | 佛山地铁4号线      | 佛山地铁4号线                | （佛山 →）兴业大道                      | 57.3    |
| 普速地鐵 | 70km/h～90km/h   |          | 佛山地铁5号线      | 佛山地铁5号线                | （佛山 →）广州火车站                    | 57.3    |
| 普速地鐵 | 70km/h～90km/h   |          | 佛山地铁6号线      | 佛山地铁6号线                | （佛山 →）白云东平                      | 57.3    |
| 普速地鐵 | 70km/h～90km/h   |          | 佛山地铁8号线      | 佛山地铁8号线                | （佛山 →）芳村                          | 57.3    |
| 普速地鐵 | 70km/h～90km/h   |          | 佛山地铁10号线     | 佛山地铁10号线               | （佛山 →）龙溪（→ 佛山）                | 57.3    |
| 普速地鐵 | 70km/h～90km/h   |          | 佛山地铁11号线     | 佛山地铁11号线               | （佛山 →）鹤洞东                        | 57.3    |
| 普速地鐵 | 70km/h～90km/h   |          | 东莞轨道交通1号线  | 东莞轨道交通1号线            | 黄埔客运港（→东莞）                     | 57.3    |
| 普速地鐵 | 70km/h～90km/h   |          | 东莞轨道交通4号线  | 东莞轨道交通4号线            | 增城站（→东莞）                         | 57.3    |
| 普速地鐵 | 70km/h～90km/h   |          | 东莞轨道交通13号线 | 东莞轨道交通13号线           | 石碁（→东莞）                           | 57.3    |
| 總計長度 | 總計長度         | 總計長度 | 總計長度           | 總計長度                     | 總計長度                                | 2029    |

### 城际衔接规划

#### 佛山
早在广州地铁1号线设计之初，已在西塱站预留部分结构，供未来的广佛轻轨使用，此时已经有通过轨道交通连接广佛两地的概念。而后，广佛轻轨改为广佛地铁，并以“珠江三角洲地区城际轨道交通广州至佛山段”的名义获批。2002年，广佛地铁正式动工。首通段于2010年开通，成为广佛间首条，亦为中国大陆首条跨市地铁。而首期后通段和二期则先后开通，全线于2018年12月28日通车。
2015年10月8日，广州地铁7号线西延顺德段获国家发展改革委批复。该线将连接广州市与佛山市顺德区北滘镇，于2022年5月1日通车。
在廣佛同城化的大背景下，为更好实现两市轨道交通的无缝衔接，实现两市轨道交通「一张网，一张票」的构想，广佛两市于2016年4月共同完成两市轨道交通线网衔接的规划。
| 路线 | 路线                     | 首末站               | 佛山市内             | 佛山市内  | 佛山市内 | 广州市内                           | 广州市内  | 广州市内 | 状态       |
| 路线 | 路线                     | 首末站               | 途经地区             | 长度 (km) | 车站数   | 途经地区                           | 长度 (km) | 车站数   | 状态       |
| ---- | ------------------------ | -------------------- | -------------------- | --------- | -------- | ---------------------------------- | --------- | -------- | ---------- |
|      | 广佛线 （佛山地铁1号线） | 新城东－沥滘         | 南海区 禅城区 顺德区 | 21.5      | 15       | 海珠区 荔湾区                      | 18.1      | 10       | 运营中     |
|      | 广州地铁7号线 西延顺德段 | 美的大道－广州南站   | 顺德区               | 11.8      | 7        | 番禺区                             | 1.65      | 2        | 运营中     |
|      | 广州地铁10号线 （支線）  | 廣鋼新城－弼唐       | 南海区 禪城區        | 16.8      |          | 荔灣区                             | 4.0       |          | 規劃中     |
|      | 广州地铁17号线           | 蘿崗－龙海路         | 順德区               | 19.3      |          | 黃埔区 番禺區                      | 53.7      |          | 規劃中     |
|      | 广州地铁19号线           | 黄埔站－高村         | 南海區 順德区        | 17.5      |          | 黃埔区 天河區 海珠區 番禺區        | 33.5      |          | 規劃中     |
|      | 广州地铁26号线           | 太和－马岗           | 順德区               | 11.3      | 4        | 白雲区 天河區 海珠區 番禺區 南沙區 | 59.5      |          | 規劃中     |
|      | 广州地铁28号线           | 鹭洲－松山湖（东莞） | 南海区 禅城区 顺德区 | 25.7      | 8        | 增城区 黄埔区 海珠区 荔湾区        | 50.6      | 13       | 规划中     |
|      | 广州地铁32号线           | 杏坛－南沙客运港站   | 順德区               | 15.6      |          | 南沙区                             | 32.5      |          | 规划中     |
|      | 广州地铁33号线           | 龙海路－庆盛东       | 順德区               | 16.3      |          | 南沙区                             | 19.6      |          | 规划中     |
|      | 佛山地铁2号线 一期       | 南庄－广州南站       | 南海区 禅城区 顺德区 | 31        | 16       | 番禺区                             | 1.3       | 1        | 运营中     |
|      | 佛山地铁4号线            | 北江大道－興業大道   | 三水区 南海区 禅城区 |           |          | 番禺区                             |           |          | 一期建設中 |
|      | 佛山地铁5号线            | 九江－广州火车站     | 南海區 順德區 禪城區 |           |          | 白云區 越秀區                      |           |          | 規劃中     |
|      | 佛山地铁6号线            | 环镇西路－白雲東平   | 順德區 禪城區 南海區 |           |          | 白云區                             |           |          | 規劃中     |
|      | 佛山地铁8号线            | 白坭－石圍塘         |                      |           |          |                                    |           |          | 規劃中     |
|      | 佛山地铁11号线 一期      | 容奇渡口－鹤洞东     | 南海区 顺德区        | 36.3      | 16       | 荔湾区                             | 5         | 2        | 规划中     |

#### 东莞
在东莞市于2018年发布的《东莞市轨道交通网络规划》中，远期广州与东莞线网将相互连接，包括：
- 3号线：由海傍延长至沙田，衔接东莞13号线
- 22号线：由番禺广场延长至滨海湾，衔接东莞2号线、9号线和深圳20号线
- 5号线，17号线，25号线：在黃埔新港与东莞1号线相接
- 27号线：由江南延伸至中堂，衔接东莞8号线

而根据广州市最新的规划，以下地铁线路将延伸至东莞：
- 22号线：由番禺广场向南延伸至南沙后，再向东延伸至东莞和深圳
- 27号线：由江南向南继续延伸至东莞
- 28号线：由新塘向东南延伸至东莞松山湖

国家发改委在2020年7月30日批复的《粤港澳大湾区城际铁路建设规划》显示，佛山经广州至东莞城际（即广州地铁28号线）已被列入近期建设项目。线路全长107公里，拟投资953亿元人民币。

#### 中山、珠海
近年来，中山市和珠海市有关部门便一直希望广州地铁18号线能够延伸至当地。
国家发改委在2020年7月30日批复的《粤港澳大湾区城际铁路建设规划》显示，南沙至珠海（中山）城际（即18号线南延段）被列入近期建设项目，待建设条件落实后有序推进。线路自万顷沙引出向南，在翠亨新区分岔设中山支线、珠海支线，其中前者途经火炬开发区止于中山站，后者自翠亨进入珠海后，经珠海北站、唐家湾、香洲至拱北。线路全长79公里，拟投资486亿元人民币。
而对于前期进度较快的中山支线，则已于2023年2月28日获广东省发改委批复。该线相较于原批复方案，延长至中山市区，建成后将无缝衔接广中两市核心区。

#### 惠州
惠州市于2016年底发布的《惠州市城市轨道交通线网规划》中，曾提及「根据惠州市轨道交通线网方案，结合与广州市初步的沟通，以及沿线用地和道路情况，建议将广州16号线延伸到惠州龙门县城，实现惠州与广州的融合」。2018年1月15日，惠州市市长麦教猛於回應政協委員提問中，透露惠州市正在研究於龙门县永汉鎮對接广州地铁16号线，而博罗县罗浮山則對接广州地铁21号线。
而在广州市政府于2020年11月批复的《广州市城市轨道交通线网规划方案》（2018—2035年）中顯示，28号线将在新塘站分出支线，并预留了向东延伸至惠州市博罗县的通道。

#### 清远
在2019年9月清远市政府公布的《广清轨道交通衔接概念规划》中，清远方提出将广州地铁18号线和24号线分别北延至清城与广清合作园区。
广州市有关方面曾表示，为避免与同样由广州地铁集团运营的广清城际铁路形成重复建设，18号线目前不会直接延至清远，而将通过建设联络线的方式经花都站直通广清城际。广州方面亦已预留18号线和规划39号线继续北延至清远的建设条件，但清远方面希望的24号线则没有预留。

#### 韶关
2017年7月31日，韶关市新丰县政府与广州地铁设计研究院與政府方討論了交通对接问题，争取将规划中的14号线北延段继续向东北延长到新丰并达成共识。在广州市政府于2020年11月批复的《广州市城市轨道交通线网规划方案》（2018—2035年）中顯示，14号线不再向北延伸，原北延段线位已改由规划中的高速地铁37號線使用，37号线亦预留了向北延伸至新丰的通道。

## 文化标识

### 标志

广州地铁的标识

广州地铁使用类似Y字并分开的两条红线作为标识。设计源于在订购一号线最早的用车时，德国制造商西门子建议车辆添加标志作为识别形象。在得到广州市政府同意后，西门子为此设计了多个方案，最终选定了现使用的标识。其含义包括有：“Y”字代表“羊城”和羊角；胜利的手势、欣欣向荣；无限延伸的两条铁轨，四通八达，而且相对于广州地铁一号线开工时悬挂的标志，该标识更为简洁。在一号线用车到货时，该标识也被西门子按照授权协议书，无偿提供给地铁公司使用。
由于该标识，广州地铁被爱好者或营运方称呼为“羊角”。

### 吉祥物

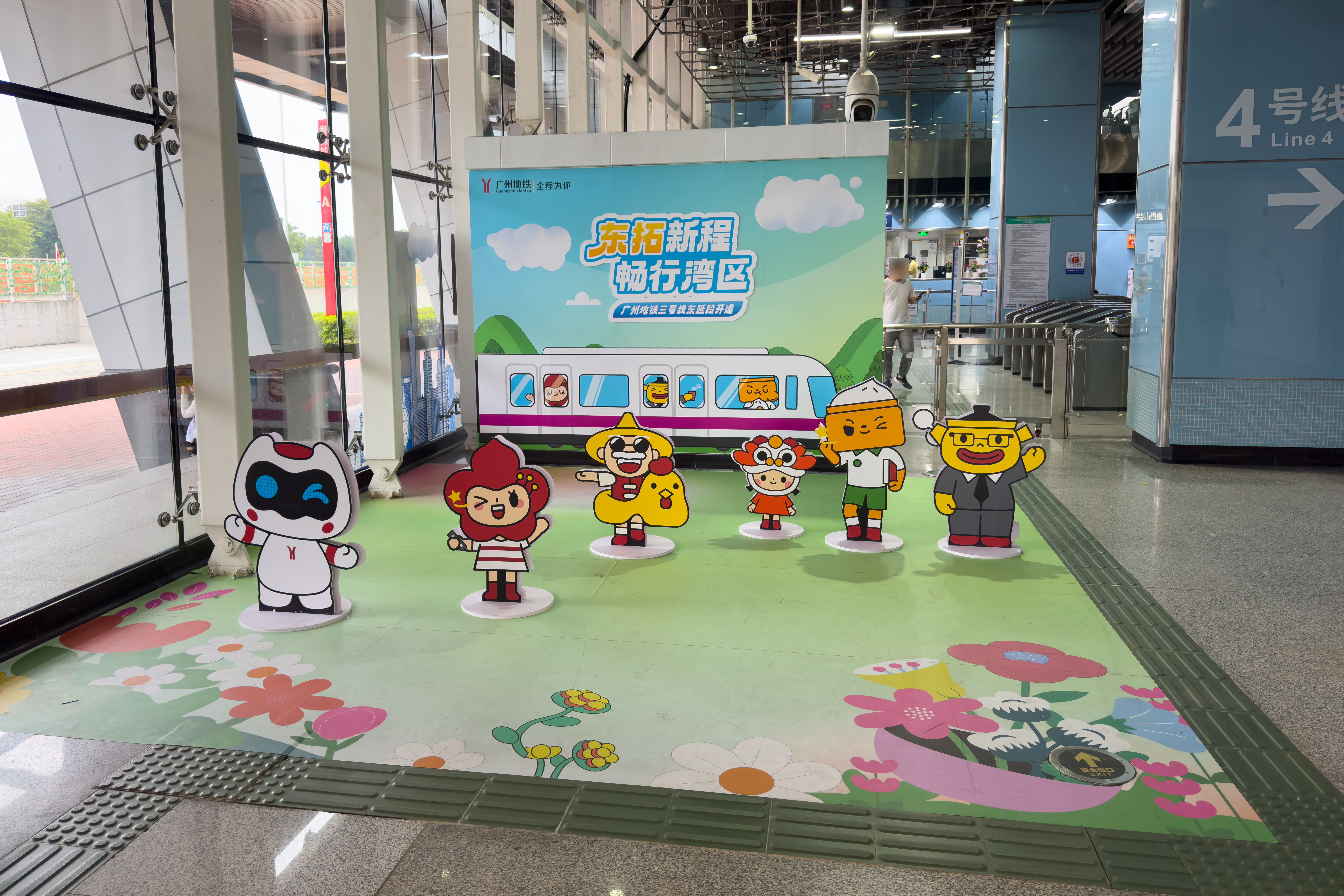
3号线东延段开通宣传板前的“悠悠”和“悠悠街坊”

2005年3号线和4号线开通后，广州地铁陆续在屏蔽门或车门处贴上黄色三角形造型的“别碰我”卡通图案，提醒乘客勿靠近屏蔽门和车门。这一曝光度高且造型可爱的图案受到市民喜爱，但未列入地铁公司认定的吉祥物。
2013年8月，广州地铁启动为期半个月的吉祥物大众评选活动，邀请市民对四款地铁公司设计的吉祥物进行评价。9月14日，地铁公司宣布得票最高的“科技范”悠悠（YoYo）成为广州地铁吉祥物。悠悠原型为广州地铁列车车头，造型动感时尚，寓意“悠然随心、悦动畅行”。2018年，地铁公司对“悠悠”设计进行更新，除形象更扁平化外，还推出以五种广府文化代表性事物为原型的“悠悠街坊”吉祥物家族。

## 争议以及焦点事件
广州地铁在建设和运营的过程中，曾出现一些质量问题、事故及争议事件。